# Арабо-израильская война (1947—1949)
Ара́бо-изра́ильская война́ 1947—1949 годо́в (в Израиле — Война за независимость, ивр. מלחמת העצמאות‎ [милхэ́мэт хаацмау́т], в арабских странах и среди палестинцев — Катастрофа, араб. النكبة‎ Накба) вспыхнула после провозглашения плана ООН по разделу Палестины и состояла из двух этапов. Начавшись как гражданская война (или межэтнический конфликт) между еврейской и арабской общинами Палестины (при поддержке арабов наёмниками и добровольцами из арабских стран), она продолжилась как конвенциональная война, в которой армии арабских государств атаковали только что образованное Государство Израиль и его армию — Хагану, превратившуюся 26 мая 1948 года в ЦАХАЛ. Активные боевые действия прекратились в январе 1949 года; официально война закончилась в июле.
На первом этапе с 30 ноября 1947 года по 14 мая 1948 года палестинский Верховный арабский комитет и Лига арабских государств при поддержке британских властей стали формировать отряды, нападавшие на еврейский транспорт и поселения в Палестине, а также вводившие блокаду. Еврейская сторона вначале придерживалась оборонительной тактики, но с конца марта 1948 года перешла в наступление, захватывая дороги, командные высоты и населённые пункты.
На втором этапе войны, после прекращения действия британского мандата, 14 мая 1948 года Израиль провозгласил независимость. Ряд арабских стран (Египет, Трансиордания, Сирия, Ливан, Ирак, Йемен) ввели в Палестину свои войска, стремясь не допустить реализации плана ООН по разделу Палестины, уничтожить вновь образованное еврейское государство и создать, согласно их декларации, «объединённое государство Палестины». Израильтяне отразили нападение, отстояли существование Израиля и захватили ещё больше территории, чем на первом этапе войны.
В результате войны около половины территорий, которые ООН предлагала выделить под арабское государство, а также Западный Иерусалим, вошли во вновь образованное государство Израиль. Западный берег реки Иордан (Иудея и Самария), включая Восточный Иерусалим, достался Трансиордании, и в 1950 году был аннексирован ей. Сектор Газа был оккупирован Египтом. План ООН не был реализован.
Война сопровождалась массовым (от 340 до 700 тыс.) исходом палестинского арабского населения с территорий, попавших под контроль Израиля. С другой стороны, от 800 тыс. до 1 млн. евреев были изгнаны или бежали из арабских стран.

## История

План по разделу Палестины

Во время Первой мировой войны союзные державы дали арабским лидерам гарантии независимости за военную помощь, которую арабы оказывали странам Антанты против Османской империи. В то же время за помощь, оказанную евреями, Великобритания приняла декларацию Бальфура, предусматривавшую создание «еврейского национального очага в Палестине». Арабские лидеры видели в этой декларации нарушение данных им гарантий. После войны Великобритания получила мандат Лиги Наций на Палестину, вскоре выделив из неё формально независимый эмират Трансиордания.
В 1936-39 годах в подмандатной Палестине произошло крупное восстание арабского населения, недовольного нарастающей еврейской иммиграцией в страну. В 1939 году в результате этого восстания правительство Великобритании принимает так называемую Белую книгу, которая предусматривает резкое сокращение еврейской иммиграции в Палестину и создание независимого государства Палестина в течение пяти лет. Однако после Второй мировой войны Великобритания передаёт палестинскую проблему на рассмотрение в ООН.
В преддверии решения ООН по палестинскому вопросу делегация ишува встречалась с руководством Лиги арабских государств (ЛАГ) в попытке выработать компромиссное решение о разделе сфер влияния в Палестине. Эта попытка была встречена отказом. Генеральный секретарь ЛАГ Аззам-Паша дал понять еврейским посланникам, что мирного раздела Палестины не будет и своё право на любую часть территории Палестины им придётся отстаивать с оружием в руках. В октябре 1947 года он заявил:

… это будет война на уничтожение, молниеносная бойня, о которой будут вспоминать так же, как о резне монголов или о крестовых походах. Оригинальный текст (англ.)… this will be a war of extermination and momentous massacre which will be spoken of like the Mongolian massacre or the Crusader wars.
Согласно резолюции № 181 Генеральной ассамблеи ООН от 29 ноября 1947 года о разделе британской колонии Палестина, на её территории должны были быть созданы два независимых государства — еврейское и арабское, а также Большой Иерусалим — территория, подконтрольная ООН. Каждое из государств должно было состоять из трёх территорий, граничащих друг с другом лишь углами.
Евреи согласились на раздел, а арабы отказались его признавать и требовали создания в Палестине единого государственного образования.
В декабре 1947 года Верховный комиссар Палестины представил в министерство по делам колоний прогноз о том, что территория, выделенная под создание арабского государства, в результате предполагаемой войны будет разделена между Сирией (Восточная Галилея), Трансиорданией (Самария и Иудея) и Египтом (южная часть).

## Силы сторон

### Евреи
Части «Хаганы», в том числе:
- «Пальмах» (основная ударная сила) — 4 батальона общей численностью 2200—2900 человек;
- ХИШ (ивр. חיל השדה - חי"ש‎, Хейль садэ — «полевые части») — подразделения пехоты 1800 кадровых бойцов и 10 000 резервистов, сведённые в 6 бригад;
- ХИМ (ивр. חיל המשמר — חי"ם‎, Хейль мишмар — «сторожевые части») — оборонные и гарнизонные структуры территориального подчинения общей численностью 32 000 человек;
- штабы, вспомогательные части и малочисленная артиллерия.

Кроме «Хаганы» на первом этапе войны самостоятельно действовали также боевые подразделения «Иргун» (5000 человек в начале войны) и «Лехи» (до 1000 человек).
На вооружении:
- противотанковая и противовоздушная артиллерия;
- лёгкое оружие, огнемёты и автоматы;
- 30 лёгких самолётов, которые использовались для разведки, перевозки грузов и снабжения изолированных районов[24].

К октябрю 1948 года численность Армии обороны Израиля составила уже 120 000 человек; она имела около 100 боевых самолётов, но устаревших моделей. К концу войны она насчитывала 84-90 тысяч человек и один танковый батальон. Быстрый рост численности израильских сил был, в частности, связан с тем фактом, что после провозглашения независимости в Израиль ежемесячно прибывало более 10 000 еврейских иммигрантов.

### Арабы
- Арабский легион — наиболее подготовленные части трансиорданской армии под командованием бывшего британского генерала Джона Глабба в количестве 10 000 человек.
- Сирия — 5000 солдат, один танковый батальон и одна воздушная эскадрилья (лёгкие штурмовики «Гарвард»[29]).
- Египет — две бригады, танковый батальон (танки «Матильда» и «Крусейдер»)[30] и группировка добровольцев при поддержке Королевских Военно-воздушных сил Египта[31]: 4 «Харрикейнов»[30], около 20 «Спитфайров», эскадрильи лёгких бомбардировщиков «Westland Lysander» и нескольких переоборудованных под бомбардировщики военно-транспортных С-47[29]; по ходу войны на египетской стороне было сконцентрировано до 40 тысяч солдат[30].
- Ирак — от 10 до 18 тысяч солдат, батальон танков и 2 воздушных эскадрильи (в том числе 7 истребителей «Sea Fury»[29]).
- Ливан — 2500 солдат и 2 батареи артиллерии.
- Арабская освободительная армия — около 6000-7500 добровольцев из арабских стран, сведённые в 6 батальонов. Из них около 3-4 тысяч — в Самарии.
- Армия Священной Войны (иррегулярные формирования палестинских арабов) — около 5000 человек; основные действия в районе Иерусалима.
- Братья-мусульмане — около 1500 добровольцев из Египта, Трансиордании и Сирии к марту 1948 года (общая численность членов Братства в Палестине достигала 12-20 тысяч человек)[32].
- Арабские ополчения местного подчинения (аналог еврейских отрядов ХИМ), рассредоточенные по 700—800 населённым пунктам[33][34], численностью от 10 до 100 человек в каждой деревне[35].

В отличие от израильтян, арабские страны задействовали в войне лишь небольшую часть своего населения, намного превосходящего израильское еврейское население по численности. Поэтому к концу войны израильская армия численно превосходила арабские.

## Первый этап войны (29 ноября 1947 — 15 мая 1948)

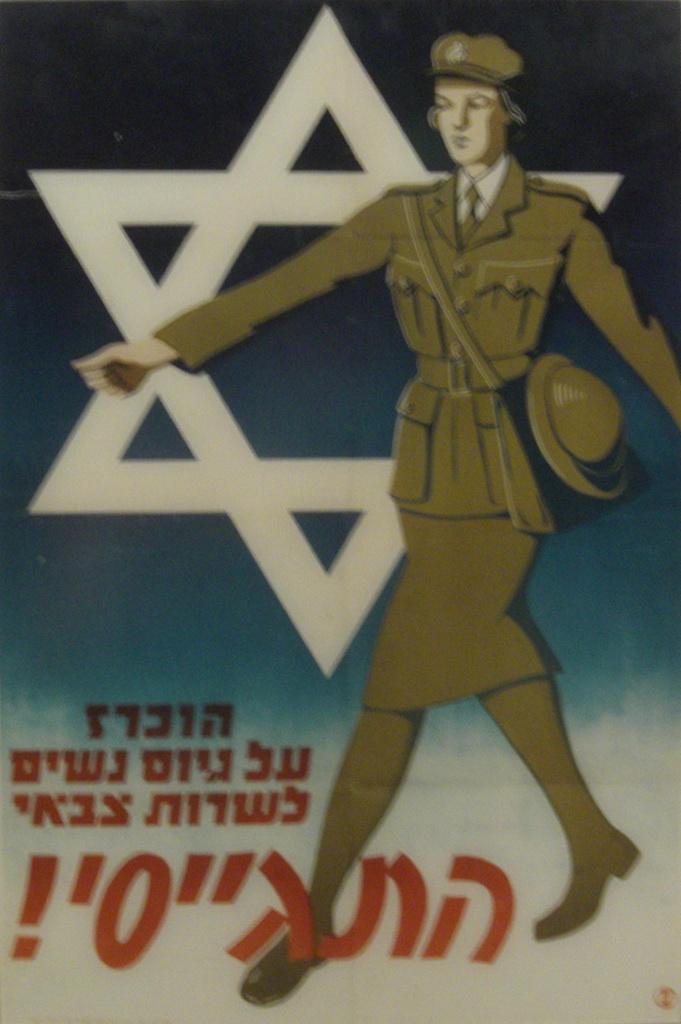
Плакат «Хаганы», призывающий женщин идти в армию

На первом этапе вялотекущие вооружённые столкновения, происходившие с середины 1930-х годов, на следующий день после утверждения в ООН плана раздела Палестины на еврейское и арабское государства были резко возобновлены нападениями представителей недовольной планом части арабского населения на еврейские населенные пункты и переросли в полномасштабные боевые действия почти во всех районах соприкосновения евреев с арабами. Этот этап войны характеризовался противоборством между еврейскими и арабскими нерегулярными формированиями. К первым относились «Хагана», «Иргун» и «ЛЕХИ»; ко вторым — Арабская освободительная армия и Армия Священной войны. Британские войска готовились к предстоящей эвакуации и мало вмешивались в противостояние группировок.
Бенни Моррис, один из израильских новых историков, делит этот этап на два периода: период с 29 ноября 1947 до марта 1948 года характеризовался тем, что еврейские силы декларировали принцип «ответных акций» против арабов; с марта 1948 года до середины мая 1948 года этот принцип отменяется и война характеризуется активными действиями Хаганы по взятию под контроль территорий в подмандатной Палестине.

### Распределение сил на первом этапе войны
Большинство приводимых источников оценивает численность еврейских вооружённых сил с центральным командованием в ноябре 1947 года в 14—16 тысяч человек (кроме того, до 20 тысяч в городских ополчениях ХИМ и молодёжных организациях ГАДНА (ивр. גדודי הנוער‎ — гдудей ха-ноар) и около тысячи во вспомогательной еврейской полиции, подчинённой британскому командованию), а в мае 1948 года — в 27—35 тысяч человек (включая или исключая ХИМ, насчитывавшие около 6 тысяч человек). У некоторых исследователей встречаются оценки, выходящие за этот диапазон. Например, израильский военный историк Ури Мильштейн оценивает число бойцов в распоряжении ишува на декабрь 1947 года (за месяц до мобилизации) в три тысячи человек, из которых половину составляли девушки, а военный аналитик Кеннет Поллак оценивает общую численность мобилизованных евреев к моменту провозглашения Израиля в 45 тысяч человек, включая женщин и подростков, из которых только около двух третей были как-то вооружены.
Нетанэль Лорх, основатель исторической службы АОИ, сообщает, что к октябрю 1947 года в распоряжении «Хаганы» в общей сложности было 8300 винтовок, 3600 пистолетов-пулемётов STEN, 700 лёгких и 200 средних пулемётов и 700 миномётных мин разного калибра. Боеприпасов к стрелковому оружию, по его оценке, должно было хватить на три дня военных действий.
Согласно одному из «новых историков» — Илану Паппе — на первом этапе войны на стороне еврейских сил было сильное численное превосходство: к маю 1948 года численность еврейских сил составляла около 50 тысяч человек, в то время как численность палестинских сил, включая иностранных добровольцев, не превышала 10 000 человек. Кроме того, Арабская освободительная армия и Армия Священной Войны не смогли договориться о сотрудничестве между собой. Их лидеры находились во враждебных отношениях.

### Ход военных действий
Арабские силы пытались отрезать Иерусалим от прибрежной части страны, где находилось большинство еврейских поселений, а еврейские формирования пытались сохранить связь с Иерусалимом и обезопасить связывающую Тель-Авив и Иерусалим дорогу. На первом этапе войны еврейским силам не удалось выполнить эту задачу, хотя связь между Иерусалимом и еврейскими поселениями на побережьях поддерживалась при помощи вооружённых конвоев, которым удавалось пробиться в Иерусалим. Предпринимались также попытки захвата еврейских населённых пунктов в других районах страны; вероятно, первой такой попыткой стало нападение 8 декабря арабского отряда на район Ха-Тиква в Тель-Авиве, отражённое «Хаганой» с тяжёлыми потерями со стороны атакующих. Согласно Моррису, основными районами военных действий в период с ноября 1947 до середины мая 1948 года стала территория, отведенная ООН под создание еврейского государства (за исключением транспортного коридора из Тель-Авива в Иерусалим), в том числе, почти не было столкновений в заселённых арабами Верхней Галилее и Самарии.
Первые 4 месяца первого этапа войны «Хагана» придерживалась оборонительной тактики. Моррис указывает, что начало боевых действий застало силы Ишува врасплох, в разгар реорганизации, до того, как была мобилизована молодёжь. В первые дни после начала войны «Хагана» даже не контратаковала, находясь в пассивной обороне. В городах со смешанным населением — таких, как Хайфа, Яффа и Иерусалим — арабы инициировали столкновения, обстреливая еврейские дома, машины и пешеходов. Позже, в начале января 1948 года «Хаганой» были сформулированы «принципы возмездия», согласно которым предполагалось, что еврейские силы не будут атаковать первыми и будут предприняты усилия, чтобы в акциях возмездия уничтожались только виновные в атаках на евреев (23 марта 1948 года арабский командующий — генерал Исмаил Сауафат — в своём докладе указывал, что евреи действительно атаковали только те деревни, жители которых провоцировали их первыми). При этом силы «Хаганы» совершали периодические вылазки, известные под общим названием «агрессивная защита».

#### Ноябрь
30 ноября 1947 года, через день после принятия резолюции ООН о разделении Палестины, Хагана издала декрет, призывающий население еврейского ишува (мужчин и женщин) в возрасте от 17 до 25 лет на службу.

#### Декабрь

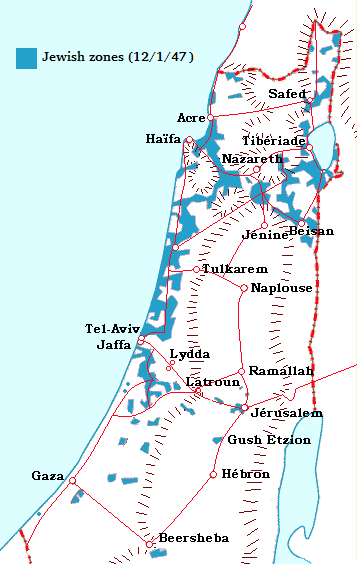
Карта еврейских поселений и дорог Палестины на 1 декабря 1947 года

4 декабря 1947 года 120—150 вооружённых арабов из города Саламе атаковали маленький кибуц Эфаль к северо-востоку от Тель-Авива. Местным жителям удалось отбить атаку благодаря вовремя подошедшему подкреплению «Пальмаха».
8 декабря тель-авивский район Ха-Тиква подвергся атаке отряда в несколько сотен арабских бойцов из Лода, Рамле и Наблуса под командованием Хасана Саламе. Нападающим удалось захватить несколько домов в отсутствие реакции со стороны размещённых в этом районе британских частей, прежде чем прибывшие силы «Хаганы» и еврейской полиции отразили атаку. Нападавшие потеряли около 60 человек. С еврейской стороны погибли два человека и был похищен один ребёнок, которого позже вернули британцы. 18 декабря по приказу местного руководства «Пальмаха» была атакована арабская деревня Хисас в районе Хулы, где перед этим был убит проезжавший через деревню еврей. Одной из целей атаки стал особняк, принадлежавший сирийскому аристократу. Силы «Хаганы» вошли в деревню ночью, когда жители спали, и стали подрывать дома. В ходе рейда было убито 15 человек, включая 5 детей (по другим источникам, два дома были забросаны гранатами и число погибших составило 10 или 12 человек, включая детей). Бен Гурион принёс публичные извинения за эту операцию и заявил, что руководство Ишува не давало указания её проводить. В ответ 9 января 1948 года кибуц Кфар-Сольд на севере страны был атакован двумя сотнями арабских солдат, переброшенными через сирийскую границу. Нападение было отражено совместными действиями еврейских и британских сил.
27 декабря отряды вооружённых арабов из Калансуа и Тайбе атаковали соседний кибуц Кфар-Явец. Моррис объясняет это нападение вызывающим поведением еврейских патрулей в том районе и разрушением близлежащего колодца (в сообщении газеты Palestine Post о нападении говорится, что ещё накануне группа из четырёх евреев, осматривавшая место, предназначавшееся для нового поселения, попала под обстрел, и одного из них пришлось эвакуировать раненым с помощью британских солдат). Атака была отбита ценой нескольких человеческих жизней как со стороны нападавших, так и со стороны оборонявшихся.
28 декабря силы «Хаганы» и Лехи атаковали деревню Лифта на северо-западной окраине Иерусалима на основании ошибочной информации о причастности её жителей к нападению на еврейский автобус. Боевики из Лехи в ходе этого рейда остановили автобус и открыли огонь по его пассажирам. 11 января «Хагана» повторно атаковала Лифту, многие дома в деревне были взорваны, все жители деревни покинули её или были изгнаны еврейскими силами.

#### Январь
9 января 1948 года многочисленный (по одним данным — до 200, по другим — до 900 человек) отряд Арабской освободительной армии атаковал кибуц Кфар-Сольд в Верхней Галилее. Нападение, рассматривавшееся как месть за атаку «Пальмаха» на Хисас в декабре, было отбито.
14 января АОА взяла в блокаду еврейское поселение Кфар-Эцион. Отряд «Пальмах» из 35 человек, посланный на прорыв блокады, был атакован АОА, все солдаты в ходе боя погибли, арабы надругались над их трупами. Этот отряд известен как Отряд Ламед-Хей (в иврите такая совокупность букв обозначает число 35).
20 января Второй Ярмукский полк Арабской освободительной армии силами от 200 до 300 бойцов под командованием сирийского офицера под прикрытием миномётного и пулемётного огня атаковал со стороны арабского города Таршиха еврейское поселение Ехиам, обороняемое силами 30 членов «Хаганы». Это нападение было также отражено с помощью подошедших позже британцев.
26 января 1948 года «Хагана» объявила общую мобилизацию.

#### Февраль
10 февраля попытка захвата арабами под руководством бывшего британского офицера Салаха Хаджа Мира еврейского квартала Емин-Моше в Иерусалиме была пресечена британскими войсками.
16 февраля силами Первого Ярмукского полка АОА был атакован кибуц Тират-Цви в районе Бейт-Шеана. Благодаря перехвату радиопереговоров противника «Хагана» оказалась готова к нападению, и атакующие оказались отрезаны от своих баз. После переговоров с командованием прибывшей на место событий колонны британской бронетехники арабы получили разрешение отступить, не сдав оружия. Командующий АОА Фавзи аль-Кавукджи в своих мемуарах, напротив, утверждает, что арабская сторона одержала решительную победу, и оценивает число убитых с еврейской стороны в 112 человек.
В феврале «Хагана» провела ряд операций против арабских населённых пунктов, которые позиционировались ею как возмездие за уничтожение конвоя «ламед хей». 15 февраля были атакованы деревни Кесария (на месте древнего римского города Кесария), Боррат-Кесария (на месте нынешнего города Ор-Акива), Хирбат-аль-Бурж (к востоку от города Биньямина) и Атлит (на месте современного Атлита). В результате атак арабское население полностью покинуло эти деревни. По данным Паппе, оно было изгнано еврейскими силами.
15 февраля силы «Хаганы» атаковали деревню Саса в Верхней Галилее. Там еврейские боевики взрывали дома и убили, по различным данным, от 11 до 60 человек. По утверждению Паппе, ни в одной из этих деревень силы «Хаганы» не встретили никакого сопротивления. Британские власти никак не отреагировали на действия «Хаганы».

#### Март
18 марта кибуц Кфар-Даром, находящийся на территории, предназначенной для арабского государства, подвергся массированным арабским атакам. За один день были отражены 18 атак.
24 марта в ущелье Баб-эль-Вад (ныне район перекрестка Шаар-ха-Гай) отряд Армии Священной войны численностью 300 человек перехватил еврейский конвой, направлявшийся в Иерусалим с грузом продовольствия. Евреи потеряли 16 грузовиков из сорока, составлявших конвой, и три бронемашины, экипаж которых погиб. 3 еврея были убиты, 7 — ранены. Один из броневиков арабам удалось захватить в качестве трофея. Конвой так и не сумел пробиться в город, сделав арабскую блокаду Иерусалима свершившимся фактом.
27 марта в районе Нагарии попал в засаду Арабской освободительной армии конвой «Хаганы» с припасами для кибуцов северо-западной Галилеи. В бою погибли более 40 бойцов «Хаганы». Ночью того же дня в Неби-Даниэль, на дороге из кибуца Кфар-Эцион в Иерусалим, попал в арабскую засаду ещё один еврейский конвой. Бой продолжался всю ночь. К утру прибывшие английские силы предложили своё посредничество, и в результате оставшиеся в живых были отпущены, но всё их оружие перешло к арабам, включая все 19 бронемашин, имевшихся на тот момент в распоряжении ишува. Кроме того, в этом бою евреи потеряли от 13 до 15 человек убитыми и до 73 ранеными.

#### План «Далет»
К весне 1948 года еврейские формирования перешли к наступательной тактике и приступили к взятию под свой контроль населённых пунктов в Палестине, в том числе и некоторых из пунктов, предназначенных планом ООН по разделу Палестины для арабского государства.
10 марта руководство Ишува приняло план «Далет» (далет — четвёртая буква ивритского алфавита). В нём содержался план действия еврейских сил на период прекращения британского мандата и возможной конфронтации с армиями арабских государств. План предусматривал превращение «Хаганы» из военизированной организации в регулярную армию, образование бригад и командований фронтов. План также предусматривал захват контроля над территорией еврейского государства (согласно разделу ООН) и над территориями, прилегающими к еврейским поселениям, находящимися на территории предполагаемого арабского палестинского государства. Документ предусматривал временную оккупацию территорий, находящихся за пределами еврейского государства, если с таких территорий велась бы против этого государства враждебная деятельность. В нём также говорится о необходимости захвата арабских деревень, прилегающих к еврейским населённым пунктам, а также британских баз и военных участков после отступления оттуда британцев. План предусматривал уничтожение арабских населённых пунктов и депортацию их населения в случае, если их жители будут оказывать сопротивление.
С принятием плана «Хагана» официально перешла от декларированной тактики «акций возмездия» к активной наступательной тактике. План был введён в действие в начале апреля.
Паппе в своей книге «Этническая чистка Палестины» утверждает, что план «Далет» представлял собой продуманный план по этнической чистке Палестины от как можно большего количества арабского населения, и что его целью был захват еврейским государством как можно больших территорий в бывшей подмандатной Палестине. Президент Израиля Шимон Перес, бывший в 1948 году помощником Бен-Гуриона, спустя 60 лет заявил в интервью BBC: «Я присутствовал при этом событии. Мне не важно, что пишут историки. Бен-Гурион не хотел, чтобы арабы покидали страну».

#### Апрель
К середине апреля 1948 еврейские силы в Палестине перешли к активным наступательным действиям. Согласно официальным британским данным, до этого (а именно к 3 апреля 1948 года) обе стороны понесли примерно равные потери: 967 убитых и 1911 раненых арабов, 875 убитых и 1858 раненых евреев. В последующий период арабские потери резко возрастают в результате успешных наступательных действий еврейских частей. Арабский историк Ариф аль-Ариф указывает, что к 15 мая потери арабов в Палестине (включая как местное население, так и бойцов АОА и Армии Священной войны) достигли четырёх тысяч убитыми.

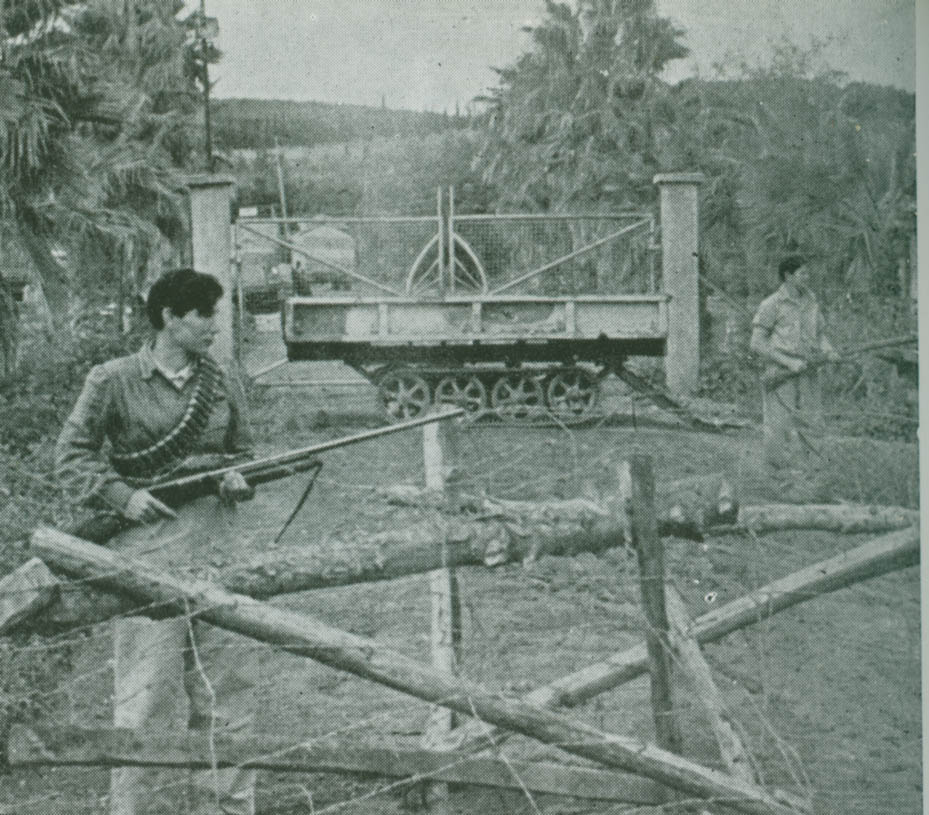
Защитники кибуца Мишмар-ха-Эмек, апрель 1948 года

3 апреля еврейские силы впервые (согласно военному историку Алексею Смирнову) полностью овладели арабской деревней. Ею стал господствовавший над въездом в Иерусалим Кастель, гарнизон и всё население которого бежали после начала обстрела. К полудню того же дня силы Армии Священной войны численностью до 400 человек попытались отбить деревню, но успеха не добились. К утру 4 апреля к ним прибыло подкрепление из иерусалимского района Катамон, и штурм продолжался до 5 апреля, после чего атаки захлебнулись из-за нехватки боеприпасов и ранения командира. Тем временем, 6 апреля по дороге из Тель-Авива в Иерусалим, больше не контролировавшейся арабами, евреям удалось провести большой транспортный конвой с продовольствием. Новый штурм Кастеля 7 апреля возглавил лично Абд аль-Кадир аль-Хусейн. На этот раз штурм сопровождался миномётным обстрелом, причём обстрел, как указывает Смирнов, вели четверо наёмников из числа британских солдат. Атакующих также прикрывали два броневика, но и в этот день Кастель арабам взять не удалось. Только штурм 8 апреля, в котором участвовали уже свыше двух тысяч арабов, закончился успехом. Однако в попытках вернуть контроль над Кастелем Абд аль-Кадир был убит.
4 апреля силы АОА численностью до тысячи человек под командованием Фавзи аль-Кавукджи при поддержке батареи 75-миллиметровых гаубиц, предоставленных сирийской армией (за полтора месяца до официального вступления Сирии в войну), атаковали еврейское поселение Мишмар-ха-Эмек к юго-востоку от Хайфы. Силы защитников Мишмар ха-Эмека были впятеро меньше, чем у нападавших, и их вооружение состояло из одного лёгкого пулемёта, нескольких миномётов и стрелкового оружия, которого не хватало на всех. После артобстрела начался штурм поселения, отражённый его защитниками; следующей ночью им пришло подкрепление в количестве одной роты. Артобстрел продолжался два дня, после чего британские власти заставили стороны заключить суточное перемирие для эвакуации из поселения женщин и детей. За время перемирия к месту боёв подошёл батальон «Пальмаха», но у атаковавших по-прежнему было преимущество в численности и вооружении. Поэтому, вместо того, чтобы контратаковать арабов, еврейский батальон обошёл силы Кавукджи с фланга, заняв несколько арабских деревень у него в тылу и перерезав коммуникации. Это заставило АОА прекратить атаки на Мишмар ха-Эмек и попытаться вернуть захваченные деревни. Бои продолжались с переменным успехом до 12 апреля, когда бо́льшая часть хребта Кармель оказалась под еврейским контролем. При последней попытке Кавукджи штурмовать Мишмар ха-Эмек его силы едва не попали в котёл и в дальнейшем вынуждены были покинуть Галилею.
10 апреля на юге был снова атакован кибуц Кфар-Даром. На этот раз к атакующим присоединились добровольцы из батальонов «Мусульманских братьев», атака сопровождалась миномётным и пулемётным огнём, но была снова отбита с большими потерями среди атакующих (11 убитых по официальной сводке).

#### Установление еврейского контроля над Тверией
Тверия, расположенная на берегу Тивериадского озера, к весне 1948 года представляла собой город со смешанным населением (6 тысяч евреев и 4-5 тысяч арабов). Город имел стратегически важное положение, так как через него проходила дорога, связывающая еврейские поселения в Верхней Галилее с побережьем. Отношения между арабами и евреями, веками проживающими в городе вместе, были довольно дружественными. 4 декабря был заключён пакт о ненападении между арабскими и еврейскими городскими лидерами. Положения этого пакта были подтверждены в начале февраля. Местный арабский лидер — шейх Наиф Табари — и его клан прилагали усилия, чтобы обуздать националистически настроенную молодёжь. Ту же политику среди еврейской молодёжи вели руководитель Еврейского национального фонда в Галилее Йосеф Нахмани и мэр Шимон Дахан. Тем не менее, отдельные группы жителей начали эвакуироваться из города уже в это время: небольшая шиитская коммуна покинула город совсем, часть арабских семей из смешанных кварталов перебралась в чисто арабские, а из преимущественно арабского Старого города к февралю 1948 года бежали три четверти проживавших там евреев. В первые месяцы войны арабское руководство города даже не допускало в него иностранных арабских добровольцев. К марту отношения ухудшились, по данным Морриса, в результате попыток солдат «Хаганы» разоружить арабскую молодёжь.  По данным Паппе, боевики «Хаганы» сбрасывали на арабские районы бочки со взрывчаткой со склонов гор. Бегство еврейских жителей из Старого города возобновилось. Снабжение  населения города продуктами было прервано, в арабской части города был недостаток продовольствия, и магазины были закрыты. В город вошло несколько десятков иностранных арабских добровольцев, а еврейские машины на дороге, ведущей через город в Верхнюю Галилею, стали подвергаться нападениям. По данным Паппе, в городе было лишь 30 арабских добровольцев, поскольку их проникновению в район препятствовала британская армия.
Перемирие рухнуло окончательно в начале апреля; 10 апреля арабские кварталы подверглись миномётному обстрелу. 9-11 апреля Хагана атаковала деревню Хирбет Насир-аль-Дин, расположенную на горах к западу от Тверии, в соответствии с приказом «уничтожить концентрацию противника» в деревне. 22 жителя деревни было убито, включая нескольких женщин и детей, а население деревни бежало в город, сея панику среди его арабских жителей.  Паппе называет произошедшее в деревне резнёй. Арабы стали говорить о «втором Дейр-Ясине».

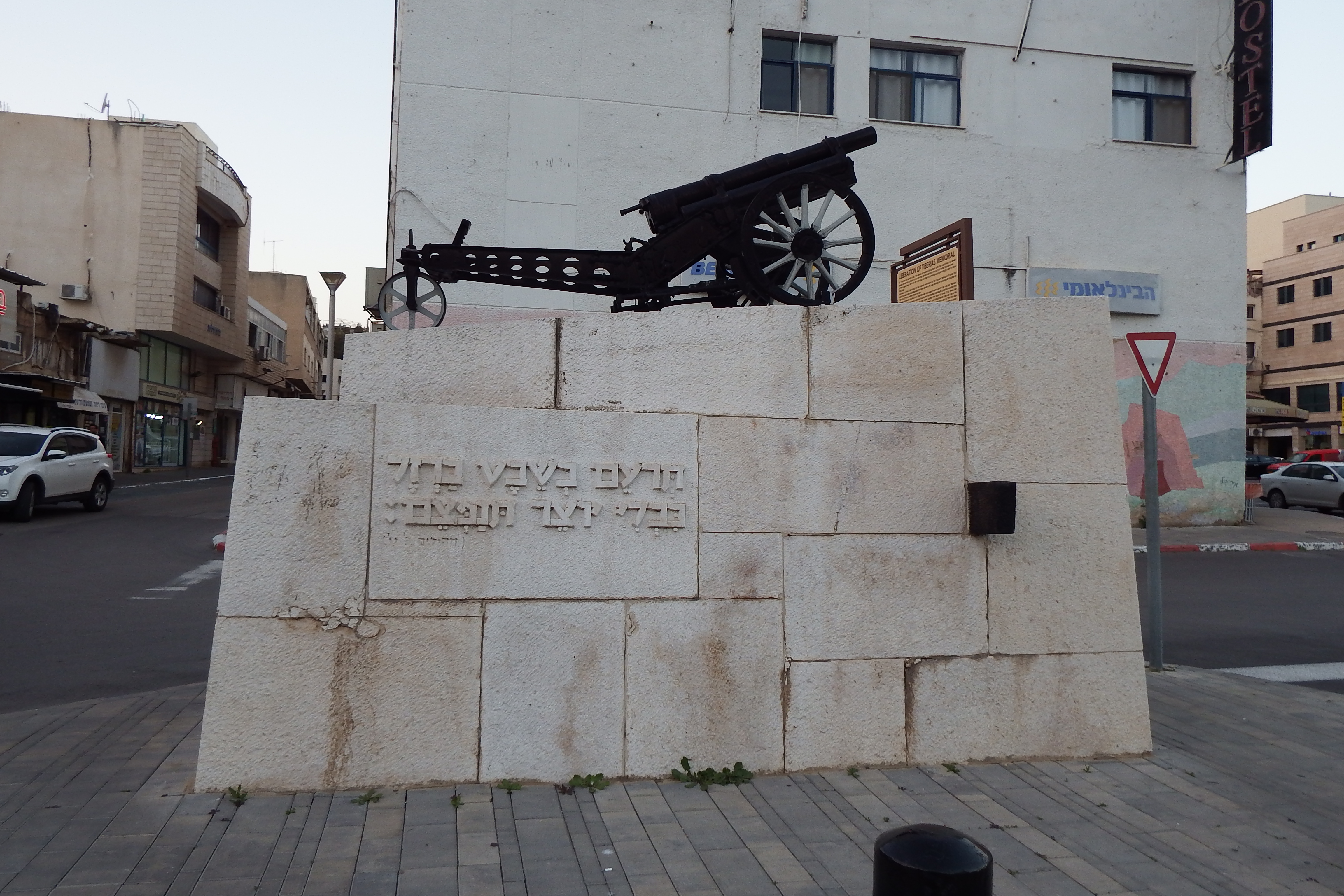
Памятник войне 1948—1949 гг. в Тверии

16 — 17 апреля силы «Хаганы» (бригада Голани и Пальмах) атаковали город. Ими были взорваны арабские дома на границах арабских и еврейских районов. Арабские кварталы стали обстреливаться из миномётов. В течение суток от обстрелов погибло 80 арабских жителей города. Англичане не откликнулись на просьбу арабского населения о помощи и отказались вмешиваться до 22 апреля, хотя по данным Паппе сперва обещали арабам защиту. «Хагана» потребовала полной капитуляции от арабского населения и отклонила идею о перемирии. 18 апреля арабские лидеры города приняли решение об эвакуации всего населения, возможно, по настоянию британцев, хотя национальное арабское руководство в заявлении ООН обвинило в произошедшем еврейскую сторону. На грузовиках, предоставленных британскими войсками и королём Трансиордании, арабское население города, включая и вооруженные отряды, было доставлено в Назарет (находящийся под контролем АОА) и в Трансиорданию. Её король Абдалла позже писал, что способствовал эвакуации города, так как был уверен, что «может произойти второй Дейр-Ясин».
После эвакуации арабов еврейские жители города и часть солдат «Хаганы» начали грабёж оставленного имущества. Отряды «Хаганы» и полиция пытались этому препятствовать, производились аресты, несколько мародёров были ранены, один убит, но 22 марта полиция и «Хагана» утратили контроль над происходящим. Также были эвакуированы несколько прилегающих к Тверии арабских деревень.

#### Установление еврейского контроля над Хайфой
Хайфа — крупнейший порт Палестины — имела второе по величине арабское население среди палестинских городов. Арабские районы Хайфы были сконцентрированы у подножья горы Кармель и тянулись вдоль побережья. Более новые еврейские районы были расположены выше по склону горы Кармель. Всего к началу конфликта в городе проживало около 70 тысяч арабов. Около 20 тысяч арабских жителей города, составлявших финансовую элиту арабского сектора, покинули Хайфу ещё до апреля 1948 года, в надежде переждать период столкновений, начавшийся в городе с декабря 1947 года. Этот исход оставил арабское население Хайфы без лидеров. «Хагана» планировала установить контроль над городом после окончательного ухода британцев, чтобы не провоцировать конфронтацию с ними. Эвакуация британских войск из Палестины должна была происходить через Хайфу.
В апреле в городе происходили эпизодические стычки между отрядами «Хаганы» и арабскими нерегулярными формированиями. По данным Морисса, численно силы сторон были примерно равны и составляли с каждой стороны от 500 до 1000 человек. По данным Паппе, силы «Хаганы» в городе насчитывали 2000 человек, а арабов — 500 человек (в основном ливанские добровольцы). Арабские отряды были хуже вооружены и организованы, не обладали тяжёлым вооружением, а кроме того, находились в невыгодном топографическом положении — у подножия горы Кармель. Еврейские отряды обладали миномётами, были лучше организованы и занимали господствующие высоты. Попытка арабской стороны доставить в город оружие и боеприпасы для располагавшейся там части АОА была сорвана еврейскими силами 17 марта; в этом бою погиб командующий арабскими войсками в городе Мухаммед аль-Кунейти.
Между еврейскими и арабскими районами располагались позиции британских войск, чьей задачей было не допускать столкновений. 19 апреля председатель хайфского отделения Гистадрута Абба Хуши посетил командующего британскими силами в городе — генерала Хью Стоквелла — и спросил его, как он отнесётся к возможной атаке на арабов со стороны «Хаганы» в Хайфе. Согласно Моррису, Стоквелл ответил, что относится к этому крайне негативно, и британская армия должна будет вмешаться. Паппе пишет, что Стоквелл проинформировал Аббу Хуши, что через два дня британские войска уйдут из занимаемых ими районов в центре города. Паппе также утверждает, что Стоквелл знал о предстоящей еврейской атаке. При этом, британский Верховный комиссар Палестины Алан Каннингем в своём отчёте указывал, что именно арабская сторона атаковала евреев на протяжении четырёх дней, предшествовавших событиям 21 и 22 апреля.
На рассвете 21 апреля британские войска оставили свои позиции, разделяющие арабские и еврейские кварталы, и отошли в район порта и Французского Кармеля. Между арабами и евреями немедленно завязалась перестрелка. В то же утро 21 апреля силы «Хаганы», в рамках операции «Биур Хамец» (очистка от хамеца), предприняли наступление в арабском районе Вади-Рушмия на севере города. Через этот район проходила дорога, связывающая Хайфу с еврейскими поселениями в Западной Галилее. В Вади-Рушмия «Хагана» встретила сопротивление со стороны арабских сил; там завязался бой, который длился более суток — до 11 часов утра 22 апреля — и кончился победой «Хаганы». Большинство жителей района бежало в Нижний Город. По данным Паппе, британский командующий Стоквелл вызвал к себе утром 21 апреля представителей арабского населения города и высказал мнение, что арабскому населению следует покинуть город.

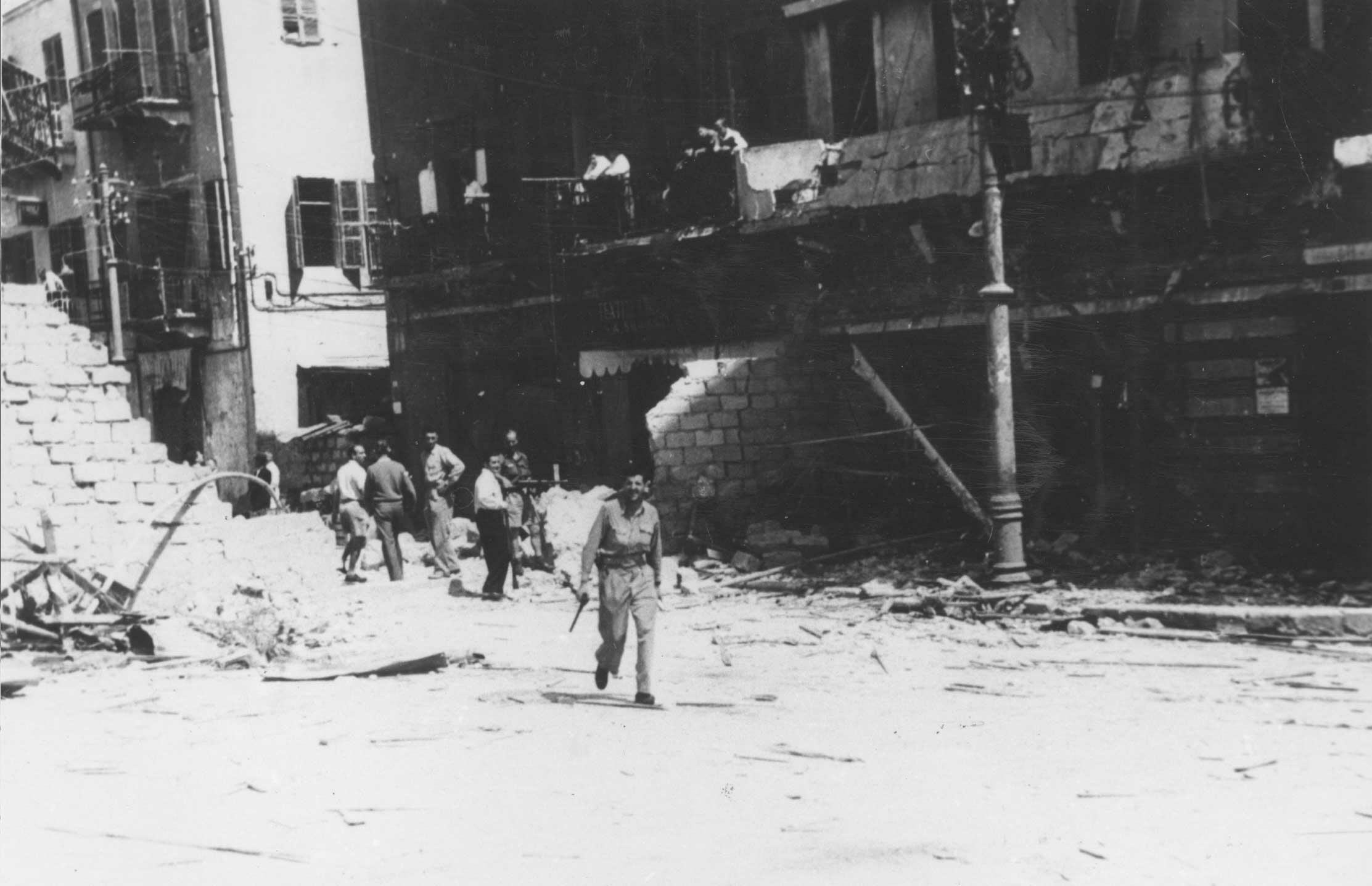
Еврейские солдаты занимают Хайфу

В час ночи 22 апреля силы «Хаганы» начали миномётный обстрел Нижнего Города с горы Кармель. К утру еврейские отряды начали атаку на Нижний город с юга и с горы Кармель; завязались уличные бои за наиболее сильные арабские позиции в районе здания железнодорожной компании (Khouri House), телефонной станции и зданий командования арабской милиции, находившихся над Старым рынком. Рукопашные бои, бои внутри зданий и от дома к дому продолжались до раннего утра и сопровождались миномётными обстрелами, названными одним из британских очевидцев «абсолютно неприцельными и отвратительными». Из-за миномётных обстрелов и коллапса арабских сил и администрации (руководство которых уже оставило город) среди жителей Нижнего Города началась паника. Разнёсся слух, что британцы, взявшие под контроль порт, обещают защиту, и они устремились в гавань. Многие на лодках эвакуировались на северную часть хайфского залива в Акко. При этом среди паникующего населения при входе в порт происходила давка; часть лодок с беженцами перевернулась. Паппе пишет, что арабские лидеры города, пытаясь упорядочить эвакуацию, с помощью громкоговорителей призывали арабских жителей города собраться на рынке близ порта. Когда толпа собралась там, миномётчики «Хаганы» открыли по ней огонь. Это вызвало усиление паники и давки в порту, так как, спасаясь от обстрела, толпа хлынула туда.
Призывы арабского населения города прислать помощь извне остались без ответа. Британская армия остановила колонну арабских сил, двигающуюся для помощи жителям Хайфы со стороны Тиры. Британский командующий в Хайфе Стоквелл утверждал, что сделано это «из гуманитарных соображений, чтобы избежать продолжения боев, исход которых был предрешён». Сирийское и ливанское правительства 21 апреля потребовали от Британии немедленно остановить происходящее в Хайфе, угрожая в противном случае вооружённым вмешательством. Однако британская армия не предприняла никаких действий. Утром 22 апреля оставшиеся в городе представители арабских властей запросили перемирия, но «Хагана» настаивала на полной капитуляции. По данным британской стороны 21-22 апреля в ходе боёв погибло 150 арабов и 16-20 евреев. Из отчёта Каннингема в министерство колоний следует, что за всё время боёв погибли 100 арабов и 14 евреев, но арабские средства информации в те дни завысили число погибших арабов до 23 тысяч. Аль-Ариф оценивает число убитых арабов в 150—300 человек при 363 убитых евреях.
В 4 часа дня 22 апреля при посредничестве британцев состоялась встреча между представителями «Хаганы» и оставшимися арабскими лидерами города (бизнесменами и духовными лидерами). Еврейская сторона требовала полной сдачи оружия, депортации из города мужчин-иностранцев и введения комендантского часа для облегчения еврейским силам проводить поиски оружия; при этом было обещано относиться к арабскому населению как к «свободным и равным гражданам Хайфы». Арабская делегация попыталась связаться с Верховным Арабским Комитетом в Иерусалиме, но, не получив ответа, заявила, что не имеет полномочий заключать соглашение, и что арабское население желает эвакуироваться.
В последующие 10 дней практически всё арабское население города эвакуировалось на британских военных кораблях в Акко и Бейрут и на автоколоннах, охраняемых британской армией, в Назарет и Наблус. В городе осталось всего около 5 тысяч арабов. 24 апреля силы «Хаганы» атаковали прилегающие к Хайфе пригороды — Балад аш-Шейх, Яжур и Хавассу. Британцы посоветовали жителям этих населённых пунктов покинуть их, что они и сделали под британским эскортом.
В разных районах города еврейские части то пытались остановить бегство арабов, то способствовали ему. Радио Еврейского агентства на арабском языке от имени «Хаганы» призывали арабских жителей остаться в Хайфе, подчёркивая необходимость в сотрудничестве между общинами (к этим призывам присоединился и действующий мэр города Шабтай Леви). Оставшимся жителям была обещана защита. При этом брошенные арабские дома подверглись разграблению. Командование бригады «Кармели» отдавало приказы о пресечении мародёрства, но одновременно с попытками прекратить грабежи, сопровождавшимися даже стрельбой по мародёрам, часть солдат «Хаганы» тоже приняла в них участие. 1 мая город посетил Бен-Гурион, выразивший шок и недоумение в связи с массовым бегством арабского населения и призвавший к уважению арабской собственности и оказанию помощи оставшимся арабским жителям. Тем не менее он подчеркнул, что ишув не заинтересован в возвращении беженцев.
В дальнейшем — в июле 1948 года — всем оставшимся в городе арабским жителям Хайфы (3,5-5 тысяч человек) было приказано покинуть свои дома в различных районах Хайфы и переселиться в Вади Ниснас — бедный район города. Согласно дневнику Бен-Гуриона, и после переселения туда арабы Хайфы подвергались жестокому обращению со стороны израильской армии.

#### Установление еврейского контроля над Цфатом с 16 апреля до 10 мая 1948
В Цфате проживало по разным оценкам от 1500 до 2400 евреев (среди которых преобладало пожилое и религиозное население) и 10-12 тысяч арабов. По данным Морриса, силы АОА и местного арабского ополчения в городе составляли около 400 человек. Паппе указывает, что только половина из них были вооружены. Джошуа Ландис пишет, что в Цфате были сосредоточены около 700 арабских бойцов; из них примерно две трети составляло местное ополчение, вооружённое только наполовину. С другой стороны, Иерухам Кохен — офицер Хаганы, принимавший участие в событиях, — пишет, что арабское население Цфата «славилось своим бесстрашием и фанатичностью» и, кроме того, «к нему ещё присоединились 700 „добровольцев“ из Сирии и Ирака, которыми командовал сирийский полковник Адиб Шишакли (президент Сирии в 1949—1954 гг.)».

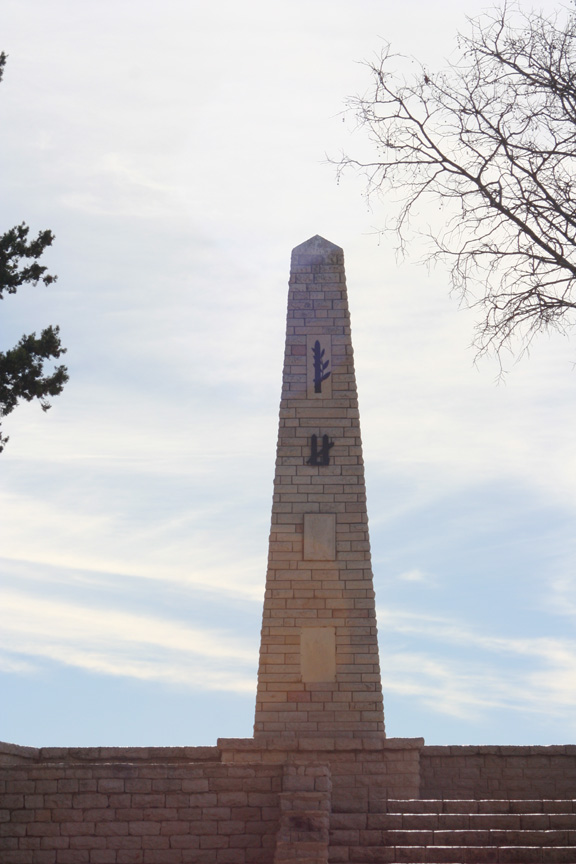
Израильский мемориал в Цфате в честь событий 1948 года на вершине холма Цитадели

Силы «Хаганы» в городе составляли от двух взводов до 200 человек; в дальнейшем в ходе боя за город они были подкреплены силами «Пальмаха» и выросли до тысячи человек. Согласно И. Кохену, во второй половине апреля еврейский квартал Цфата был отрезан от остальных еврейских поселений и окружён арабами, которые превосходили евреев по численности и по оснащённости сил. Кохен пишет, что:
- «Галилея была полностью отрезана от остальных районов страны и расщеплена изнутри пунктами концентрации сил арабов. Признаки угрозы ливано-сирийского нападения были налицо»;
- «В то же время до нас дошла достоверная информация о том, что арабы готовят нападение на еврейскую часть Цфата в целях её уничтожения»[76].

Британцы покинули город 16 апреля и передали арабским силам контроль над «Цитаделью» — развалинами крепости крестоносцев, расположенной в центре города на холме и доминирующей над ним. В ночь ухода британцев арабские силы атаковали еврейский квартал города, но были отбиты. Согласно И. Кохену, "арабы стремились как можно скорее захватить Цфат, «использовав его как трамплин для захвата всей Галилеи». Цфатским арабам оказывали также поддержку десятки близлежащих деревень, обеспечивавших им доступ к городу со стороны ливанской границы.
К началу мая арабские линии снабжения между Сирией и Цфатом были перерезаны «Пальмахом» в результате операции «Матате (Метла)». 1 мая «Пальмах» захватил две арабские деревни к северу от Цфата и перерезал снабжение Цфата со стороны арабской Западной Галилеи, после чего стал возможным доступ от горы Кнаан в еврейскую часть Цфата. 2 мая большая часть 3-го батальона была переброшена в еврейский квартал и приступила к миномётному обстрелу арабских кварталов; началась подготовка к взятию всего города под контроль.
1 мая в двух захваченных деревнях — Бирие и Айн-Зайтуне — силы «Пальмаха» приступили к взрывам домов. В Айн-Затуне еврейскими силами было расстреляно несколько десятков захваченных ими мужчин — жителей деревни. Согласно Паппе, были расстреляны жители деревень, заранее внесённые в особые списки, а также те, кто возмущался обращением с пленными, в том числе 37 подростков. Взрывы домов в захваченных деревнях были хорошо видны из Цфата и оказали отрицательное влияние на настроение арабских жителей города. Паппе приводит свидетельства одного из солдат «Пальмаха» о том, что среди погибших в деревнях было много детей и женщин.
Кохен пишет, что после операции «Матате» была «прервана связь между арабской частью Цфата и Сирией, и в значительной степени был подорван боевой дух цфатских арабов».
Согласно Кохену, в ходе операции 3—4 мая «Пальмах» столкнулся с сопротивлением бедуинских племен, рассеянных к востоку от шоссе Тверия — Рош-Пинна и «занимавшихся главным образом грабежом и контрабандой». После того, как в результате перестрелки племена ушли через реку Иордан в Сирию, «стало проще следить за проникновением вооружённых арабов и предотвращать переброску подкрепления из Сирии в Цфат».
Согласно Моррису, в этот период «Пальмах» предпринял «зачистку» арабских деревень и бедуинских становищ к юго-востоку от Цфата между Рош-Пиной и озером Кинерет, а также к северу от Рош-Пины. Официальной целью этой операции было разрушение «баз противника и мест сбора сил вторжения с востока»; при этом «арабы деревень Зангария, Араб-аль Шамалина (районы расселения бедуинов) и Табгха должны быть подвергнуты нападению, их жители изгнаны, а дома взорваны». Моррис пишет, что бедуинские племена вели снайперский огонь по еврейскому транспорту в течение недель, и что Пальмах «вычистил» бедуинское население: «палатки были сожжены и большинство домов были взорваны». Католический священник Бонифаций Бительмеер так описывает происходившее в ходе операции в арабской деревне Табгха близ Капернаума на берегу Кинерета:
- «В Табгхе послышался ужасный взрыв; выбежав на улицу, мы увидели столбы дыма, поднимающиеся в небо; дом за домом подрывались и поджигались; „победители“ возвращались с полными грузовиками скота. Что они не могли забрать — они расстреливали»[86][89].

В ночь на 6 мая в Цфате 3-й батальон «предпринял лобовую атаку на „Цитадель“, возвышавшуюся в центре города. Атака велась под прикрытием огня миномётов „Давидка“, однако была подавлена превосходящими силами арабов». Неудача тяжело отразилась на настроении евреев этого города, поэтому командование операцией рассмотрело предложение об эвакуации из Цфата и его предместий детей и небоеспособного населения. Игаль Алон отклонил это предложение.
С другой стороны, арабы Цфата были тоже напуганы миномётными обстрелами и предложили свой вариант перемирия, но Игаль Алон отказался принять предложенные ими условия.
Согласно Кохену, арабам сразу было переброшено подкрепление, и они «лихорадочно готовились к наступлению на еврейский квартал». По данным разведки, «командующий „Армией спасения“ полковник Фаузи ал-Каукджи обещал сирийскому командиру в Цфате полковнику Адибу Шишакли, что во время атаки его артиллерия также откроет огонь».

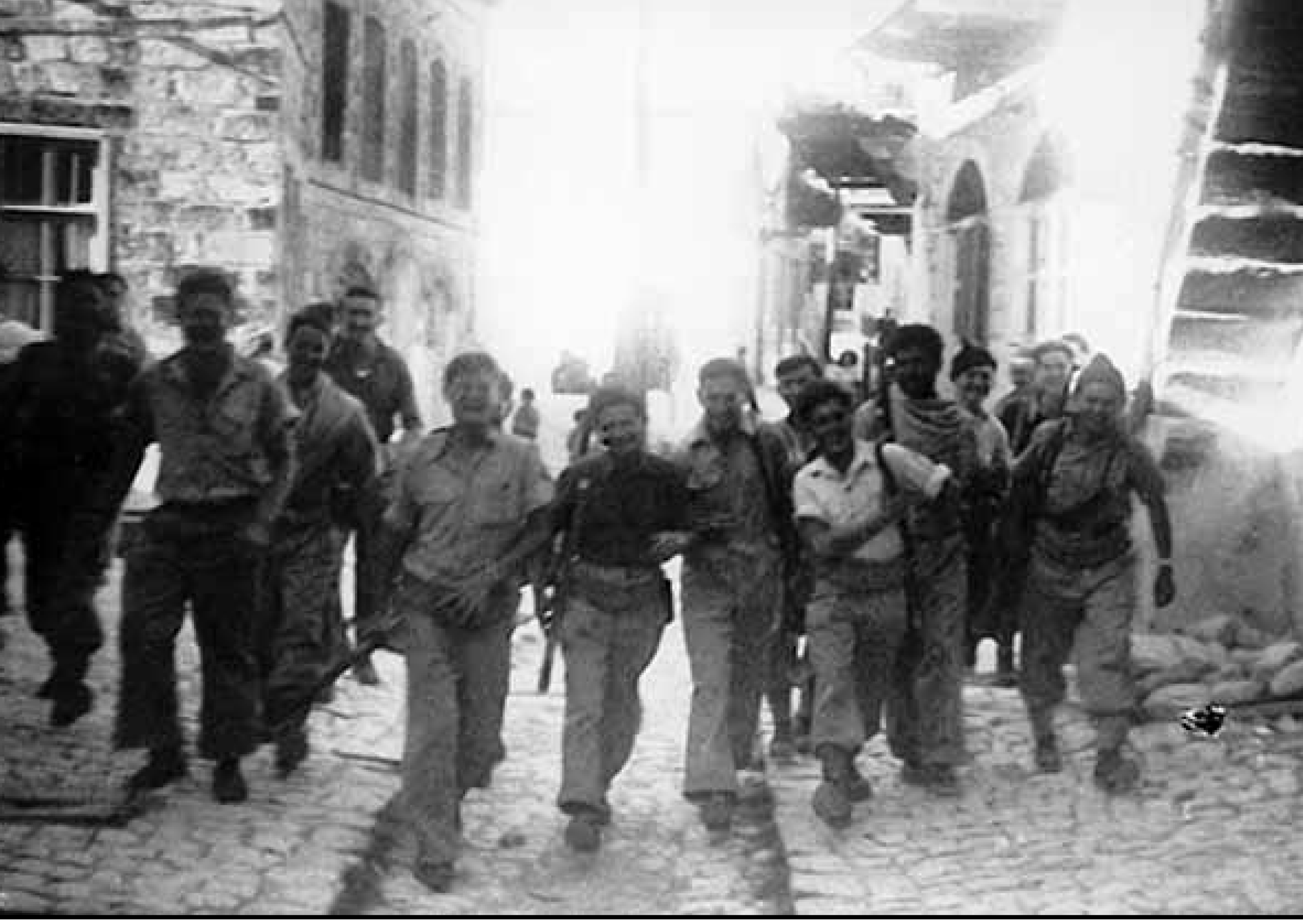
Солдаты «Пальмаха» на улицах Цфата после победы

10 мая после массированного обстрела солдаты Пальмаха пошли в атаку на три главных объекта — на Цитадель, дом «Шалва» и полицейский пост, находившийся на границе еврейского квартала. Кохен пишет:
- «На этот раз Цитадель пала после короткого, но отчаянного боя. Дом „Шалва“ был взят в ходе атаки. В нём забаррикадировались 60 иракских добровольцев. В рукопашном бою … погиб командир роты А. Лихт, возглавивший группу, прорвавшуюся в дом. Самым трудным и кровопролитным был бой за здание полиции. […] (его) удерживали около 100 ливанских добровольцев; оно было тщательно укреплено. Все попытки сапёров взорвать здание не удавались, так как взрывчатка намокала под дождём. Все сапёры были ранены. […] пришлось мобилизовать бойцов, не обученных приёмам диверсий. Наши ударные силы насчитывали к тому времени не больше 15 человек».

Согласно Кохену, по плану, разработанному иерусалимским муфтием Амин аль-Хусейни, находившимся тогда в Ливане, был предусмотрен захват Цфата и объявление о создании арабского правительства с временной резиденцией в нём:
- «Как выяснилось, мы опередили противника всего на один день».

Он также пишет, что Шишакли и его офицеры «первыми удрали из города». Моррис подтверждает, что штурм города арабскими силами был назначен на 10 мая, а в дни перед этим еврейские кварталы подвергались артиллерийскому обстрелу с соседних холмов.
Арабы Цфата были напуганы миномётными обстрелами со стороны еврейских сил — среди них разнёсся слух, что евреи используют «маленькие атомные бомбы». В результате обоюдных артобстрелов погибали и мирные жители города. Арабское население начало массовый исход из Цфата. По одной версии, жители добровольно покидали свои дома, а согласно Паппе, имело место изгнание жителей «Пальмахом». Историк Алек Эпштейн цитирует слова арабской исследовательницы Б. Н. аль‑Хат:
- «евреи были шокированы, когда город Цфат оказался в их руках без единого арабского жителя»;
- «падение арабских городов и деревень неразрывно связано с действиями и упущениями политического и военного командования палестинских арабов».

Мнения о «ложном чувстве безопасности», которое существовало у арабского руководства Цфата до захвата города, высказывает и Паппе.
Согласно Моррису, к 10-11 мая арабские районы города полностью опустели; осталось лишь несколько больных, стариков и арабов-христиан. Согласно дневникам Д. Бен-Гуриона, они были в последующие недели высланы в Ливан или перевезены в Хайфу.
Родившийся в Цфате председатель ПНА Абу-Мазен приводит версию, не включающую насильственное изгнание:

«… мы покинули город ночью и пешком направились к реке Иордан…. а со временем поселились в Дамаске […] люди имели мотивацию бежать… они боялись возмездия со стороны сионистских террористических группировок, особенно тех, которые действовали в самом Цфате. Те из нас, кто жил в Цфате, боялись, что евреи захотят отомстить нам за то, что произошло во время восстания 1929 года. Это было в памяти наших семей и родителей … Они поняли, что баланс сил изменился и поэтому целый город был брошен на основе этого рационального выбора — спасение наших жизней и имущества».
Оригинальный текст (англ.)we left on foot at night to the Jordan River...Eventually we settled in Damascus... "People were motivated to run away... They feared retribution from Zionist terrorist organizations – particularly from the Safed ones. Those of us from Safed especially feared that the Jews harbored old desires to avenge what happened during the 1929 uprising. This was in the memory of our families and parents... They realized the balance of forces was shifting and therefore the whole town was abandoned on the basis of this rationale – saving our lives and our belongings."

#### Захват Яффо
Яффо (Яффа) был крупнейшим по населению арабским городом в Палестине (с населением около 80 тысяч человек) и по плану ООН предполагалось, что город будет входить в арабское палестинское государство, находясь в еврейском государстве в виде анклава. Но уже к середине апреля 1948 около трети населения города покинули его (в их числе многие местные арабские лидеры).
Действия Иргуна
Моррис пишет, что «Хагана» не собиралась атаковать Яффу, поскольку её руководство полагало, что Яффа, расположенная в центре еврейского населения, падёт сама. Однако «Иргун», впечатлённый успехами «Хаганы» в Хайфе и Тверии, решила атаковать Яффу самостоятельно. 25 апреля «Иргун», сосредоточивший для этой цели силы, эквивалентные шести ротам, и два трёхдюймовых миномёта, без согласования с «Хаганой» атаковал северный район Яффы — Маншия. В районе в течение трёх дней шли бои, которые закончились отступлением арабских сил и бегством жителей в центральную часть города. Боевики «Иргуна», плохо вооружённые и обученные по сравнению с «Хаганой», потеряли в ходе боёв 40 человек. Имеются свидетельства со стороны членов «Хаганы» о том, что боевики «Иргуна» надругались над трупами убитых арабов.

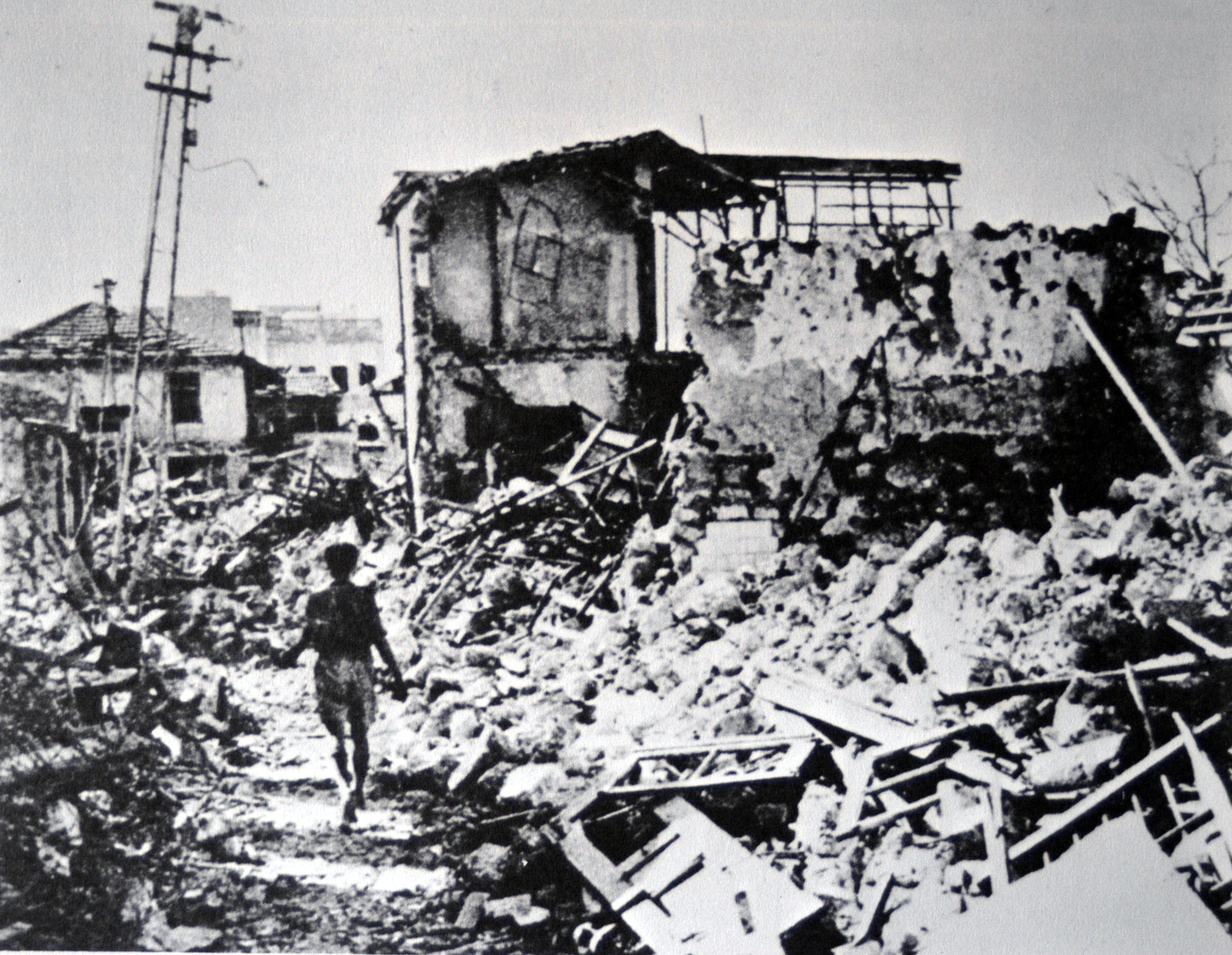
Квартал Яффо Манашия после миномётных обстрелов со стороны Иргуна

28 апреля в Яффу прибыло подкрепление АОА, но ему не удалось отбить Маншию. Жители города были деморализованы поражением в Маншии, напуганы тем, что им противостоял «Иргун», ответственный за «резню в Дейр-Ясине». Кроме того, три дня боя сопровождались непрекращающимися миномётными обстрелами центра города со стороны «Иргуна», сеющими панику среди населения. Всё это вызвало массовый исход жителей города в южном направлении в сторону Газы; многие спасались на лодках морским путём. Согласно А. Каннингему, при обстрелах со стороны «Иргуна» не делалось различия между военными и мирными целями и они велись, чтобы «сломить дух вражеских войск и вызвать хаос среди гражданских лиц с целью спровоцировать массовое бегство». Впоследствии Менахем Бегин подчёркивал, что миномётчикам был отдан приказ избегать обстрела больниц, культовых сооружений и иностранных консульств, но Моррис полагает, что в связи с плохой подготовкой миномётчиков этот приказ в любом случае был бессмысленным.
Вмешательство британцев
Бездействие британской армии во время захвата Хайфы «Хаганой» (21 — 22 апреля) и действия британцев против арабов в ходе этих событий вызвали напряжение в отношениях между британцами и арабскими странами. Арабские страны обвиняли Хью Стоквелла — командующего британскими силами в Хайфе — в заговоре с евреями. В Лондоне премьер-министр вызвал к себе фельдмаршала Монтгомери, и министр иностранных дел Бевин заявил ему, что «резня арабов поставила его в невозможную позицию перед арабскими государствами».
Когда «Иргун» атаковал Яффу, британское правительство приняло решение не допустить повторения того, что произошло в Хайфе и, несмотря на намечающуюся скорую эвакуацию британских войск, подкрепило свои силы в районе Тель-Авива войсками, прибывшими из-за пределов Палестины. Руководству «Иргуна» через мэра Тель-Авива Израэля Рокаха было приказано немедленно прекратить атаку; в противном случае англичане угрожали «бомбардировать Тель-Авив с моря, неба и суши». Но «Иргун» отказался прекратить нападение. 28 апреля в Яффу вошли 4500 британских солдат и танки. Британские ВВС совершали полёты над Тель-Авивом и один раз атаковали позиции «Хаганы» в Бат-Яме, а британские корабли ошвартовались в яффском порту. В квартале Маншия начались бои между «Иргуном» и британцами, начавшими миномётный обстрел позиций «Иргуна». Монтгомери приказал армии добиться, чтобы Яффа осталась в руках арабов, и «бомбить и стрелять в евреев»; он заявил: «чем больше вооружённых членов „Иргуна“ и банды Штерна удастся убить — тем лучше».
Однако 1 мая англичанам, еврейским силам и арабскому мэру Яффы удалось добиться временного соглашения. Силы «Иргуна» вышли из Маншии, перед выходом взорвав несколько домов и полицейский участок. Их заменили солдаты «Хаганы». К югу от Маншии заняли позиции британские войска. Кроме того, «Хагана», по требованию англичан, прекратила начатую 28 апреля операцию «Хамец», целью которой был захват арабских деревень к востоку от Яффы с тем, чтобы блокировать город.
Несмотря на прекращение боевых действий, бегство жителей города, деморализованных произошедшими событиями, продолжалось. Многие магазины были закрыты, госпитали не работали, возникли перебои с электро- и водоснабжением; есть свидетельства, что солдаты АОА занимались мародёрством в оставленных домах. Разведка «Хаганы» сообщала, что «Иргун» оставил после себя изуродованные трупы арабов, и что британские солдаты грабят брошенные дома. 4 мая бежал и мэр города Юсуф Хейкаль. Прибывшие из Рамлы арабские иррегулярные части пытались остановить по крайней мере бегство взрослых мужчин, а Верховный арабский комитет запретил представителям городских властей покидать город; но бегство продолжалось.
Окончательный захват города
13 мая британцы покинули свои позиции, и отряды «Хаганы» и «Иргуна» в количестве 5 тысяч человек атаковали город. Согласно Паппе, с арабской стороны 1500 добровольцев, среди которых были боснийцы и германские колонисты-темплеры, пытались остановить еврейские силы. Паппе пишет, что «когда Яффа пала, всё её население в количестве 50 тысяч человек было депортировано при посредничестве британцев», и что еврейские солдаты стреляли в воздух, чтобы ускорить бегство жителей. По данным Морриса, когда еврейские силы заняли город 14 мая, там осталось лишь 4 тысячи арабских жителей.
Согласно Моррису, между «Хаганой» и представителями жителей города было подписано соглашение. Согласно ему, арабские жители обязались сдать оружие, а «Хагана» — соблюдать Женевскую конвенцию и разрешить «мирно настроенным» бежавшим жителям вернуться — сначала женщинам и детям, а затем, после проверки, мужчинам.
Однако беженцам так и не было дозволено вернуться, а в городе началось массовое мародёрство со стороны еврейских солдат и жителей Тель-Авива. В одном из отчётов «Хаганы» говорилось «…большая толпа женщин, детей и мужчин грабят всё — стулья, шкафы и другую мебель, домашнюю и кухонную утварь, простыни и подушки». «Хагана» пыталась разогнать мародёров, однако эти попытки осложнялись тем, что в грабёж были вовлечены многие солдаты, офицеры и полицейские. Был отмечен[кем?] случай изнасилования 12-летней девочки солдатами. На пляже были найдены трупы 15 расстрелянных арабов, которые, возможно, были убиты солдатами «Хаганы».
Враждебные акции по отношению к арабскому населению города и вандализм по отношению к их имуществу продолжались вплоть до августа 1948 года.

#### Захват Акко
Акко (Акра) по плану ООН входил в состав арабского государства в Палестине. Первая попытка захвата города была предпринята «Хаганой» 25-26 апреля — непосредственно после установления контроля над Хайфой, — когда бригада «Кармели» подвергла город артобстрелу. Однако британские войска вмешались и «Хагана» была вынуждена временно отступить.
Население Акко было полностью деморализовано артобстрелами, наплывом беженцев из Хайфы и соседних деревень, бегством гражданского и военного руководства и разрушением инфраструктуры. В начале мая в городе разразилась эпидемия тифа, в результате которой погибло более 70 человек; заболели так же многие британские солдаты. Паппе пишет, что британские военные врачи и работники Красного Креста в городе пришли к заключению, что зараза попала в город через акведук, доставлявший воду извне.
Акко был окончательно захвачен в ходе операции «Бен-Ами» начатой 13 мая бригадой «Кармели» под командованием Моше Кармела. Еврейские силы со стороны Хайфы начали продвижение на север, захватили ряд деревень и разрушили арабский пригород Хайфы Сумейрия. Затем 16 мая бригада приступила к артобстрелу Акко. В ночь на 18 мая город сдался. На улицах города представители «Хаганы» обнаружили 60 трупов. Несмотря на предложения некоторых офицеров изгнать арабское население города, этого сделано не было. В дальнейшем арабское население Акко получило израильское гражданство.

#### 1-15 мая

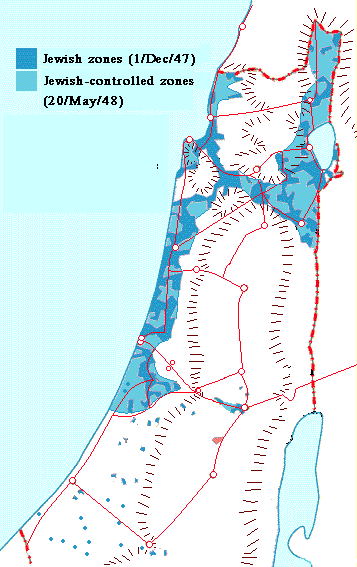
Земли, контролируемые ишувом на 20 мая 1948 года, в сравнении с областями, удерживаемыми ими пятью месяцами ранее

10 мая кибуц Кфар-Даром в очередной раз был атакован силами «Мусульманских братьев». На этот раз в атаке, при поддержке танков и артиллерии, участвовал целый батальон под командованием подполковника Абдель-Азиза, но три штурма снова были отбиты. Моррис, ссылаясь на арабский источник, указывает, что в ходе атак нападавшие попали под огонь своей же артиллерии и отступили, потеряв около 70 человек убитыми. В кибуце после этого оставалось только 25 человек, способных сражаться.
12 мая «Хагана» овладела Бейт-Шеаном.
Также было захвачено множество арабских деревень. Переход городов и деревень под контроль еврейских формирований сопровождался массовым исходом из них арабского населения, причины которого являются предметом споров историков. Арабские историки и часть израильских «новых историков» утверждают, что арабское население было полностью или частично изгнано евреями. С другой стороны, Йоав Гелбер цитирует передачи радио Еврейского агентства на арабском языке, транслировавшиеся в начале мая, на пике арабского исхода:

Не паникуйте и не покидайте свои дома. Не подвергайте себя страданиям и унижениям. В отличие от ваших фанатичных лидеров, мы не сбросим вас в море, подобно тому, как они собирались сбросить нас.
Оригинальный текст (англ.)Don't panic and don't run away. Don't bring upon yourselves toil, humiliation and pains. Unlike your fanatic leaders, we shall not cast you in the sea as they have intended to throw us
Наиболее крупным успехом арабской стороны был захват иррегулярными формированиями палестинских арабов при активной поддержке сил трансиорданского Легиона группы еврейских поселений, составлявших Гуш-Эцион (см. ниже).

### Террористическая деятельность и убийства мирных граждан
Первый этап войны сопровождался терактами и «актами возмездия» еврейских и арабских группировок.
Уже 30 ноября 1947 года, на следующий день после голосования в ООН, было совершено нападение на еврейский автобус близ города Лод. В течение дня были атакованы и другие автобусы с еврейскими пассажирами; общее число убитых достигло семи. Утром того же дня была обстреляна машина «Скорой помощи», направлявшаяся в еврейскую больницу «Хадасса» на горе Скопус.
30 декабря 1947 года боевики из «Иргуна» бросили бомбу в толпу арабских рабочих у ворот нефтеперерабатывающего завода в Хайфе, убив 6 человек. В ответ арабские рабочие начали бойню еврейских сотрудников завода, в которой погибли 39 человек.
5 января 1948 года боевики Хаганы взорвали отель «Семирамис» в Иерусалиме, в результате чего погибло 26 гражданских лиц — арабы и заместитель испанского консула.
Арабские группировки устраивали теракты против еврейского населения, подкладывали бомбы и проводили взрывы с помощью заминированных машин. Только с 22 февраля по 11 марта 1948 года в результате взрывов в Иерусалиме на улице Бен-Йехуды — у редакции газеты «Palestine Post» и здания Еврейского Агентства — погибло 88 еврейских жителей Палестины.
В результате терактов «Иргуна» (бомбы подкладывались в кинотеатры, кафе и автобусы, а также в другие места скопления арабов) с декабря 1947 по апрель 1948 года погибло около 110 арабских жителей Палестины.
В апреле во время боя за деревню Дейр-Ясин и после него членами «Лехи» и «Иргуна» были убиты, по разным оценкам, от 107 до 254 жителей деревни, в том числе, по некоторым свидетельствам, арабских боевиков и солдат иракской армии. Существуют оспариваемые свидетельства о том, что многие жители погибли при взрыве их домов, о расстрелах мирных жителей и об особой жестокости нападавших, расправлявшихся с детьми и беременными женщинами. Ури Мильштейн называет версию обвинителей наветом (см. Кровавый навет в Дейр-Ясине (книга)).
Через несколько дней — 13 апреля — в арабскую засаду попал медицинский конвой, направлявшийся в больницу «Хадасса» в еврейском анклаве в Восточном Иерусалиме. В результате этого нападения в ходе боя и после него были убиты 78 евреев, включая 20 женщин, охранников конвоя, медицинский персонал и раненых. Часть из них была заживо сожжена в машинах скорой помощи и других транспортных средствах. Тела погибших были настолько обожжены, что только 31 из них был опознан. Неидентифицированные останки погибших были похоронены в братской могиле на кладбище в Санедрии. Погиб также один британский солдат, убитый нападавшими. Позже британские силы, применив тяжёлое оружие, разогнали нападавших, убив 15 из них, однако, как указывает Смирнов, до этого руководство «Хаганы», собиравшееся послать попавшему в засаду конвою подкрепление, было в жёсткой форме предупреждено, что любая попытка вмешательства в происходящее будет немедленно пресечена британской стороной.
За день до провозглашения независимости Израиля — 13 мая 1948 года — при захвате арабами блока Гуш-Эцион, в Кфар-Эционе в ходе боя и после него были убиты от 84 до 157 мирных жителей и бойцов «Пальмаха». Согласно рассказам немногих выживших, в массовом убийстве сложивших оружие защитников кибуца принимали участие не только члены нерегулярных соединений арабов Палестины, но и солдаты Арабского легиона; в то же время некоторые офицеры легиона спасли нескольких жителей кибуца от смерти. За время штурма с арабской стороны погибли 27 легионеров и бойцов нерегулярных формирований. Жители остальных поселений блока, опасавшиеся, что их постигнет та же судьба, капитулировали только после прибытия представителей Красного Креста и были отправлены в лагеря на территории ещё официально не вступившей в войну Трансиордании. (Cм. также: Бойня в Кфар-Эцион)

#### Случаи убийства военнопленных
Согласно Моррису, убийство военнопленных обеими сторонами на первом этапе войны (и особенно до апреля) не было чем-то из ряда вон выходящим. Это было связано с тем, что британцы не позволяли противоборствующим группировкам держать лагеря военнопленных, и захваченные пленники поэтому, как правило, расстреливались или, реже, отпускались на свободу после короткого заключения и допроса. По оценкам Морриса, еврейскими силами было убито больше арабских пленных, чем арабами еврейских. Моррис связывает это с тем фактом, что евреям удалось захватить больше арабских населённых пунктов.
Ури Авнери — участник войны и в последующем критик политики сионизма — так писал о судьбе тех, кто попадал в руки арабских иррегулярных формирований и «обычных деревенских жителей», ещё до событий в Дейр-Ясине:
… (они) убивали, калечили любого еврея, попавшего в их руки. Все мы видели фотографии отрубленных голов наших товарищей, выставленных напоказ на улицах Старого города Иерусалима …
По предположению К. Сайкса, террор (только) усиливался тем, что многие арабы чувствовали, что им придётся ответить за зверства над евреями. Это также подчёркивает Моррис, приводящий слова английского сержанта, относящиеся к боям за Яффо, о том, что арабы стояли насмерть потому, что они предполагали, что «евреи сделают с ними половину того, что сделали бы они с евреями, если бы ситуация была обратной».

## Второй этап войны (15 мая 1948 — 20 июля 1949)
Второй этап войны начался в момент окончания действия Британского мандата. В связи с этим, 14 мая 1948 года была провозглашена независимость Государства Израиль, а 15 мая 1948 года экспедиционные части армий пяти арабских государств вошли в бывшую подмандатную Палестину. Большинство из этих арабских стран, кроме Египта (бывшего формально независимым от Британии), сами получили независимость за 1-5 лет до Израиля. Ввод арабских регулярных войск был совершён с целью уничтожения нового еврейского государства и, согласно декларации арабских стран при вторжении, для защиты арабского населения и создания в Палестине «единого государственного образования, где все жители будут равны перед законом».

### Заявления сторон конфликта
В Декларации независимости Израиля говорилось:

[…] 29 ноября 1947 года Генеральная Ассамблея Организации Объединённых Наций приняла резолюцию о создании еврейского государства в Эрец-Исраэль.

[…] Еврейский народ, как и всякий другой народ, обладает естественным правом быть независимым в своём суверенном государстве.

[…] Государство Израиль будет открыто для репатриации и объединения в нём рассеянных по свету евреев; оно приложит все усилия к развитию страны на благо всех её жителей. Оно будет зиждиться на основах свободы, справедливости и мира, в соответствии с идеалами еврейских пророков. Оно осуществит полное общественное и политическое равноправие всех своих граждан без различия религии, расы или пола. Оно обеспечит свободу вероисповедания и совести, право пользования родным языком, право образования и культуры. Оно будет охранять святые места всех религий и будет верно принципам Хартии Организации Объединённых Наций.

Государство Израиль изъявляет готовность сотрудничать с органами и представителями Организации Объединённых Наций в деле проведения в жизнь резолюции Генеральной Ассамблеи от 29 ноября 1947 года и предпримет шаги к осуществлению экономического единства всей Эрец-Исраэль. […]

Призываем сынов арабского народа, живущих в Государстве Израиль, — даже в эти дни кровавой агрессии, развязанной против нас много месяцев тому назад, — блюсти мир и участвовать в строительстве государства на основе полного гражданского равноправия и соответствующего представительства во всех его учреждениях, временных и постоянных.

Протягиваем руку мира и предлагаем добрососедские отношения всем соседним государствам и их народам и призываем их к сотрудничеству с еврейским народом, обретшим независимость в своей стране. Государство Израиль готово внести свою лепту в общее дело развития всего Ближнего Востока. […]
Арабские страны отвергли Резолюцию № 181 ООН. В декларации ЛАГ (телеграмма № S/745 от 15 мая 1948 года), отправленной генеральным секретарём ЛАГ Аззамом-Пашой в Совет безопасности ООН, когда арабские войска уже вторглись в Палестину, было заявлено:
- Великобритания обещала признать независимость арабских стран Азии, в том числе в Палестине, в обмен за поддержку с их стороны в Первой мировой войне. Вместо этого по окончании войны Палестина была передана под британский мандат. В 1917 году Великобритания опубликовала юридически не имеющую силы декларацию, выражавшую поддержку идеи создания еврейского национального дома в Палестине. Великобритания способствовала иммиграции туда евреев, хотя экономически страна не могла поддерживать массовую иммиграцию. Великобритания игнорировала интересы и права арабов — законных хозяев страны. Постоянные протесты арабов по этому поводу игнорировались или подавлялись.
- Так как Палестина — это арабская страна, расположенная «в сердце арабских стран», и привязанная к арабскому миру духовно, исторически и стратегически, — арабские и даже другие восточные правительства и народы подняли проблему Палестины на международном уровне и просили Великобританию разрешить этот вопрос в соответствии с принятыми ею на себя обязательствами и демократическими принципами.
- В 1939 году Великобритания выпустила Белую книгу, в которой обязалась создать в Палестине независимое государство, так как свои обязательства по созданию там еврейского национального дома считала уже выполненными. Однако обещания, данные в Белой Книге, не были претворены в жизнь.
- Согласно мнению Лиги арабских стран, Палестина с конца Первой мировой войны и отделения её от Османской империи является отдельной страной, не получившей независимость по не зависящим от её населения причинам.
- Целью арабских стран является создание в Палестине единого государства, где, в соответствии с принципами демократии, все жители будут равны перед законом; меньшинствам гарантируются права, принятые в странах с демократическим конституционным строем; и будут обеспечены сохранность святых мест и доступ к ним.
- Целью вторжения является защита жителей Палестины от сионистской агрессии, в результате которой 250 тысяч арабов были изгнаны из своих домов в соседние арабские страны, и зверств, подобных совершённым в Тверии и Дейр-Яссине.

В Декларации ЛАГ от 15 мая 1948 года не уточнялось, о каком «едином государстве» шла речь, но накануне принятия ООН Плана о разделе Палестины (Ad Hoc Committee), как Верховный арабский комитет, так и те же страны ЛАГ настаивали на создании арабского государства на территории всей Палестины и отвергли вариант создания арабского и еврейского государств.
Одновременно с официальной декларацией арабские лидеры позволяли себе значительно более резкие публичные высказывания, противоречившие её духу (примером может служить заявление Аззама-паши о «войне на уничтожение»). Муфтий Иерусалима, Амин аль-Хусейни, заявил:

Я объявляю священную войну, братья мусульмане! Убивайте евреев! Убивайте их всех! Оригинальный текст (англ.)I declare a holy war, my muslim brothers! Murder the Jews! Murder them all!
По свидетельству Fadhil Jamali, представителя Ирака в ООН — главы Арабской Лиги заявляли, что потребуется всего 300 или 3000 добровольцев из Северной Африки, чтобы «сбросить евреев в море».

### Ход боевых действий

#### Распределение сил
Интервенция арабских армий в бывшую подмандатную Палестину была запланирована заранее и назначена на момент официального окончания действия Британского мандата — в полночь на 15 мая 1948 года. Силы арабских армий, вторгшихся в Палестину, составляли по различным оценкам от 42 до 54 тысяч человек, в то время как вооружённые силы Израиля на первых порах составляли от 35 до 45 тысяч человек.
На момент провозглашения Израиля «Хагана» сумела мобилизовать 45 тысяч человек, способных носить оружие, включая женщин и подростков; не всех солдат удалось вооружить: в распоряжении Израиля было 22 тысячи винтовок, 11 тысяч автоматов (большей частью кустарной сборки), 1500 пулемётов и 85 противотанковых ружей. Уже к середине войны регулярные силы израильской армии составляли более 100 тысяч человек. Армию Израиля пополнили многие добровольцы из-за рубежа, в том числе с военным опытом после второй мировой войны. Особенно большой вклад внесли добровольцы из числа боевых лётчиков. В то же время египетские ВВС к октябрю 1948 года остались без опытных лётчиков.
В распоряжении израильтян на момент начала войны было, по одним данным, 9 самолётов, среди которых не было ни одного боевого; по другим — 28 разведывательных и транспортных самолётов и несколько сотен единиц артиллерии (Моррис говорит о 30 орудиях, в основном зенитных и противотанковых, и 800 миномётах калибром от двух до трёх дюймов, а по данным военного аналитика Кеннета Поллака, в распоряжении израильтян было пять орудий и 900 миномётов). К концу мая 1948 года в распоряжении «Хаганы» находилось 13 танков, часть из них — захваченные у наступавших арабских армий.
Вводимые в Палестину арабские войска различались по численности, уровню подготовки и вооружению. Египет в начале кампании направил через границу 10 тысяч солдат в составе шести пехотных (включая один пулемётный), одного артиллерийского и одного бронетанкового батальона. На вооружении египтян в зоне конфликта были британские танки Mark VI и «Матильда», 16 25-фунтовых и 8 6-фунтовых пушек. Кроме того, в распоряжении ВВС Египта были более 30 истребителей Spitfire, 4 Hawker Hurricane и около 20 транспортных самолётов C-47, переоборудованных в бомбардировщики. Позже, по ходу первого перемирия, количество египетских войск на территории Палестины достигло 18 тысяч, а в ходе второго перемирия в июле-октябре — 20 тысяч. Эти силы были сведены в 13 батальонов при поддержке 135 танков, 139 пулемётных бронеавтомобилей и 90 орудий).
Арабский легион — вооружённые силы Трансиордании — к началу боевых действий насчитывал 8 тысяч солдат, на его вооружении состояли 50 британских бронеавтомобилей и около 20 орудий. Легион был разделён на четыре батальона в двух бригадах, каждому из которых была придана рота бронеавтомобилей. Одна рота легиона принимала участие в боевых действиях в Палестине с апреля, а остальные войска почти в полном составе пересекли границу утром 14 мая. Несмотря на малочисленность, трансиорданские силы были лучше обучены и оснащены, чем противостоявшие им в районе Иерусалима евреи. Ливанская армия в совокупности насчитывала между 3 и 3,5 тысячи солдат, из которых христиане-марониты в войне участия не принимали, две батареи артиллерии и 18 бронеавтомобилей. По данным Мэттью Хьюза, к границе с Палестиной были выдвинуты три пехотных батальона, из которых только один, 3-й, напрямую участвовал в боевых действиях.
Моррис отмечает, что различные арабские армии действовали несогласованно между собой и остаётся непонятным, был ли у них единый разработанный план боевых действий. О плохой координации деятельности между различными армиями говорят и другие источники.
Снабжение сирийской армии боеприпасами было поставлено так, что на каждого солдата в начале вторжения приходилось только несколько сотен патронов.
Кроме того, арабские лидеры мало доверяли друг другу и особенно королю Трансиордании Абдалле, считая, что он ставит своей целью не ликвидацию Израиля, а захват территорий, предназначенных для Палестинского арабского государства на Западном берегу реки Иордан. Позже командующий Арабского легиона британец Джон Глабб подтвердил, что реальной целью трансиорданской армии была «оккупация центральной и наибольшей части Палестины, отведённой для арабов планом ООН 1947 года». В своём письме британскому правительству король Абдалла писал о том, что в его планы входит только захват Западного берега, на что министр иностранных дел Великобритании Эрнст Бевин ответил ему, что это «очевидная цель», но что иорданская армия не должна захватывать территории, предназначенные для еврейского государства.

#### 15 мая — 10 июня

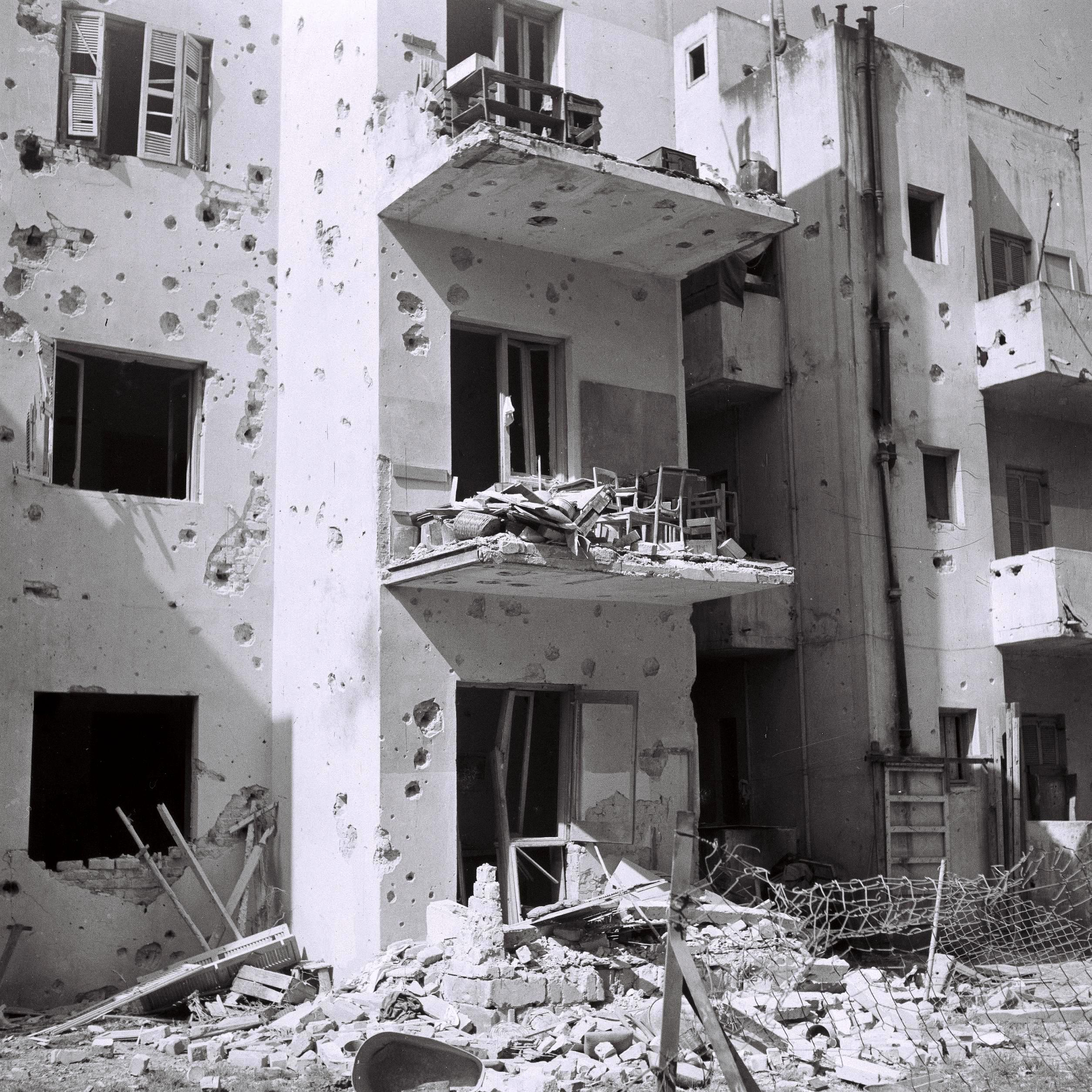
Жилой дом, разрушенный в результате налёта египетской авиации. Тель-Авив, 16 мая 1948 года

Начиная с 15 мая израильские города и лётные поля подвергались постоянным налётам египетских ВВС. В частности, Тель-Авив был атакован уже в первый день вторжения. В результате бомбардировки центральной автобусной станции погибли 42 человека. Попала под бомбёжку и последняя авиабаза британских ВВС, очевидно, принятая египтянами за израильскую. Египетские сухопутные войска начали своё наступление в районе Газы и высадили с кораблей десант севернее этого города. В районе Газы продвижение египетских войск было задержано сопротивлением расположенных там кибуцев. 23 мая основным египетским силам удалось ценой потери 300 солдат захватить кибуц Яд-Мордехай. Три других населённых пункта — Нирим, Кфар-Даром и Ницаним — оказались в осаде (в конечном итоге 7 июня Ницаним удалось взять; Нирим и Кфар-Даром так и не были взяты, как и ещё один кибуц Негба, при штурме которого египтяне потеряли 100 солдат и четыре танка). В общей сложности, защитники кибуцев выиграли пять дней для основных сил «Хаганы». К 29 мая египетские войска продвинулись до города Ашдод. Севернее Ашдода — в 32 километрах от Тель-Авива — они были задержаны еврейскими силами, которые взорвали мост. Эта точка (32 километра до Тель-Авива) стала самой северной точкой, до которой продвинулись египетские войска. К этому времени израильская авиация пополнилась первыми истребителями — Messerschmitt Bf.109 чешской сборки — оказавшими израильтянам сильное подспорье в действиях против египтян.

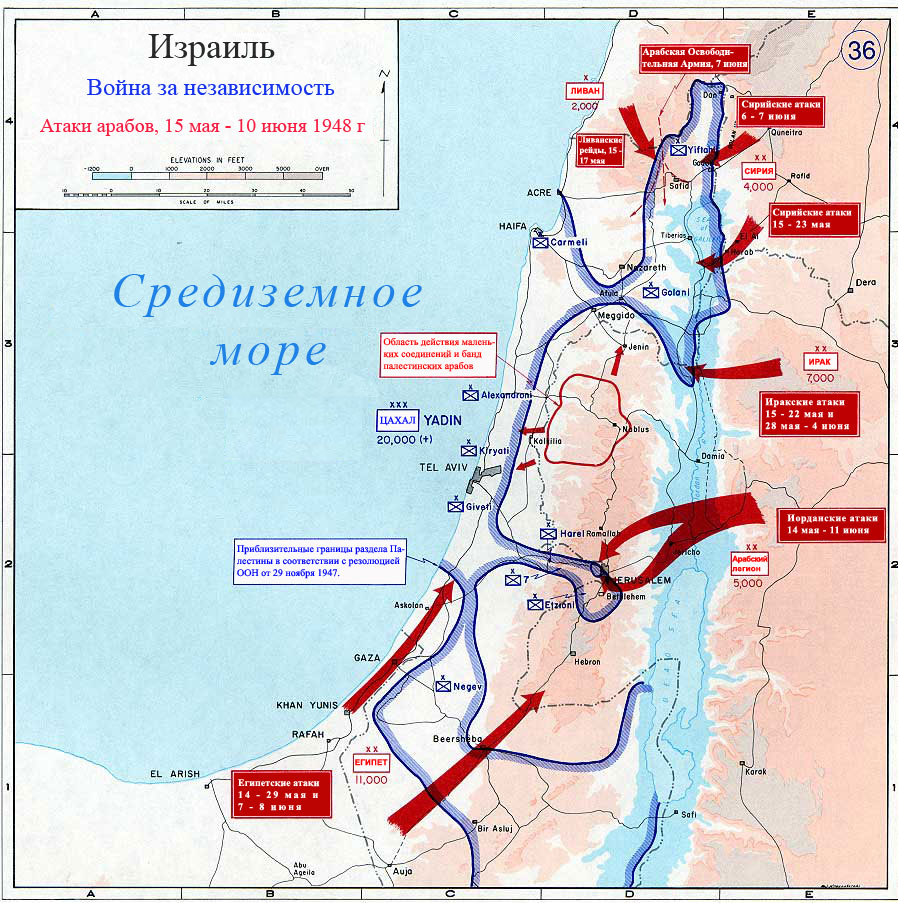
Боевые действия с 15 мая по 10 июня 1948 года

Другая группировка египетских войск развернула наступление в северо-восточном направлении в сторону Беер-Шевы. Она отрезала Негев от основных еврейских населённых пунктов на побережье. Часть египетских войск проследовала в район Хеврона и Вифлеема, где соединилась с силами трансиорданского Арабского легиона. Этим частям удалось 21 мая захватить еврейское поселение Рамат-Рахель к югу от Иерусалима, но на следующий день с помощью сил бригады «Эциони» евреи смогли отбить его. Дальнейшие усилия египтян ни к чему не привели.
За несколько минут до полуночи 15 мая (времени официального окончания Британского мандата) король Трансиордании Абдалла прибыл к восточной части моста Алленби. В полночь он выстрелил в воздух из пистолета и дал команду своим войскам в составе четырёх полков пересечь реку Иордан и вторгнуться на западный её берег.
Силы «Арабского легиона» приступили к захвату Иерусалима. К 28 мая они принудили еврейские силы в Старом Городе сдаться, после чего еврейское население было оттуда изгнано (290 мужчин в возрасте 18-45 лет на год попали в трансиорданские лагеря военнопленных), а сам еврейский квартал был разграблен и сожжён; десятки синагог были взорваны. Командующий силами легиона в Иерусалиме — Абдулла Телль, — увидев, против какой ничтожной кучки защитников еврейского квартала сражались его солдаты, заявил, что, знай он об этом раньше, его людям хватило бы палок вместо пушек. Командующий трансиорданской армии «с удовлетворением отметил, что впервые за тысячу лет в Старом городе не осталось евреев, и они больше не вернутся сюда». Западный Иерусалим и еврейский анклав на горе Скопус оставались под контролем израильтян, однако подвергались артиллерийским обстрелам, в ходе которых гибло много гражданских лиц. Дорога, связывающая Иерусалим и Тель-Авив, была перерезана, и сообщение по ней прекратилось. Силам Арабского Легиона удалось захватить форт в районе Латруна, контролирующий эту дорогу. Атаки еврейских сил на форт не приносили успеха. Снабжение еврейского Иерусалима производилось по спешно построенной, так называемой «бирманской», грунтовой дороге в объезд Латруна. На большей части Западного берега Иордана трансиорданская армия не встретила никакого сопротивления со стороны евреев.
Иракской армии ставилась задача установить контроль над нефтепроводом Iraq Petroleum Company на всём его протяжении в Нижней Галилее вплоть до Хайфы. 14 мая иракские части заняли электростанцию на восточном берегу Иордана, а 15 мая, форсировав Иордан (мосты через реку были взорваны еврейскими силами), Вторая бригада иракской армии в составе двух пехотных, артиллерийского и бронетанкового батальонов начала штурм кибуца Гешер. Штурм предваряли артобстрел и бомбардировка с воздуха. Несмотря на это, кибуц занять не удалось, и иракцы, потерявшие шесть бронемашин, перешли к осаде. На шестой день осады — 22 мая — была предпринята попытка замкнуть блокаду кибуца, заняв крепость крестоносцев Бельвуар, господствующую над местностью, но бойцы бригады «Голани» отбили атаку, и иракцы отошли за Иордан.
К 24 мая иракская армия, вновь перешедшая Иордан, заняла так называемый «треугольник» — арабские города Дженин, Туль-Карем и Шхем (Наблус). Из района Туль-Карема иракцы пытались атаковать Нетанию и захватили поселение Геулим к юго-востоку от города, но затем были выбиты оттуда силами бригады Александрони, нанесшими удар, пока иракские солдаты занимались грабежом.
1-2 июня израильтяне силами трёх батальонов попытались занять Дженин, где им противостояли только несколько рот иракских солдат и местные ополченцы. Силам «Хаганы» удалось дойти до центра города, но фланговый удар свежего батальона иракцев, подошедшего из Шхема, обратил в бегство один из еврейских батальонов, а за ним отступили и остальные. Командир группировки Моше Кармель требовал от центрального командования нанесения отвлекающего удара в направлении Туль-Карема, чтобы он смог удержать Дженин, но ему было отказано, и город остался в руках арабов.

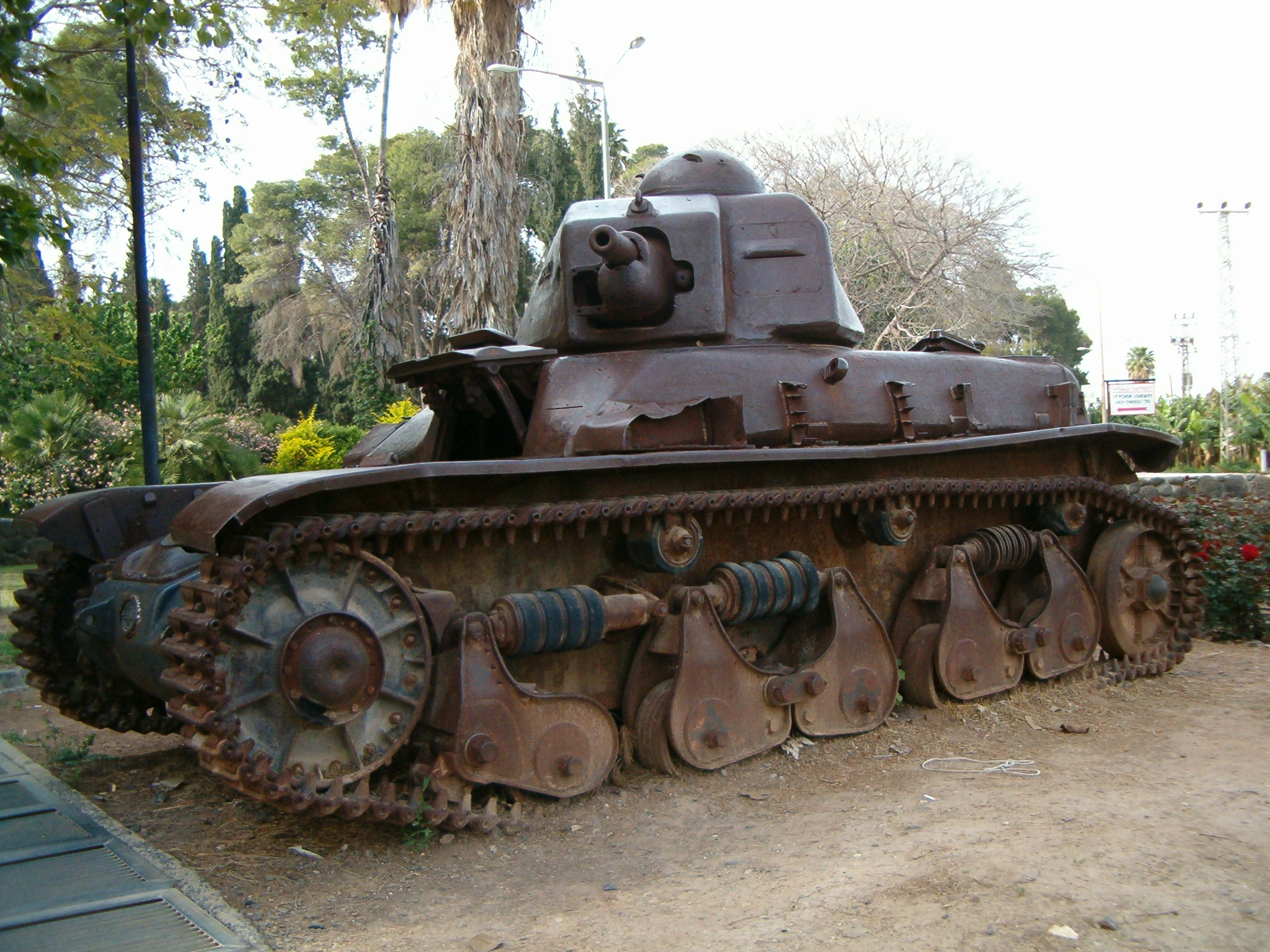
Подбитый сирийский танк Renault R35 в кибуце Дгания

Сирийские войска начали наступление в районе южного побережья озера Кинерет. Наступление велось силами Первой пехотной бригады при поддержке бронетехники, в том числе не менее 13 танков «Рено R35». Тут к 18 мая им удалось захватить посёлок Цемах и кибуцы Шаар ха-Голан, Масада и Дгания, но к началу июня им пришлось оставить эти населённые пункты. К 10 июня сирийцы произвели наступление к северу от озера Кинерет и в ходе тяжёлых боёв овладели кибуцем Мишмар ха-Ярден на израильской стороне реки Иордан.
Атаки малочисленной ливанской группировки в районе Маликии и Наби-Юши были отбиты, после чего силы израильтян были переброшены с ливанского на иерусалимский фронт. Однако к 6 июня объединённые силы сирийцев, ливанцев и АОА перегруппировались и атаковали Маликию, захватив её у малочисленного еврейского гарнизона. Оттуда арабские силы продвинулись в центральную Галилею, населённую преимущественно арабами, и закрепились в этом районе.
26 мая 1948 года «Хагана» была преобразована в регулярную Армию Обороны Израиля. Боевые части «Иргуна» и «Лехи» вступили в ЦАХАЛ по всей стране, кроме Иерусалима, где они продолжали действовать самостоятельно. Благодаря поставкам оружия извне, в первую очередь через страны Европы, и финансовой помощи еврейских организаций США, Израиль уже в июне 1948 года смог начать контрнаступление. Основной поток оружия в Израиль направлялся по воздуху из Чехословакии при поддержке СССР. Также через Чехословакию тремя американцами — Алом Швиммером,Чарльзом Уинтерсом и Германом Гриншпуном — были перегнаны три Боинга B-17, за что впоследствии все трое были осуждены как нарушившие Акт о нейтралитете. Значительную часть поставок составляло трофейное оружие вермахта.
1 июня несколько израильских самолётов нанесли удар по Амману, где проводилась встреча лидеров ЛАГ. Ответная бомбардировка Тель-Авива 3 июня закончилась поражением египетских ВВС: один бомбардировщик был сбит, другой, подбитый, дотянул до своей территории.

#### Первое перемирие (11 июня — 9 июля 1948)
11 июня посреднику, назначенному Генеральной Ассамблеей ООН, — графу Фольке Бернадоту — удалось добиться от сторон установления перемирия сроком на 1 месяц. Также при его посредничестве было заключено соглашение о демилитаризации горы Скопус — еврейского анклава в Восточном Иерусалиме. Израильская сторона за время перемирия сумела серьёзно довооружиться, доставив морем десятки лёгких и средних танков «Хочкисс H35» и «Шерман» и тяжёлые шестидюймовые миномёты. Военно-воздушные силы Израиля пополнились «Мессершмиттами-109» и американскими «Мустангами». В ходе перемирия на корабле «Альталена» «Иргун» доставил в Израиль оружие, часть которого требовал передать своим отрядам в Иерусалиме, а не ЦАХАЛу. В результате конфликта между правительством и «Иргуном» «Альталена» была потоплена. Арабские армии в это время дооснащались в основном стрелковым оружием, за исключением Арабского Легиона, по неофициальным каналам получившего артиллерийские боеприпасы с британских военных баз. Обе стороны при этом нарушали введённое на поставки оружия в регион эмбарго (в отношении арабских стран не действовавшее до их вступления в войну). Армии по обе стороны фронта пополнились десятками тысяч новых солдат; в частности, к египетским войскам присоединились экспедиционные силы Судана (6 рот), таким образом ставшего ещё одной страной, принявшей участие в войне, а в израильскую армию влилось до 4 тысяч ветеранов Второй мировой войны из армий союзников.
9 июля срок перемирия истёк; попытки его продлить были поддержаны Израилем и отвергнуты Арабской Лигой. За 36 часов до его окончания египетские силы уже перешли в наступление, вытеснив израильтян с ряда второстепенных позиций.

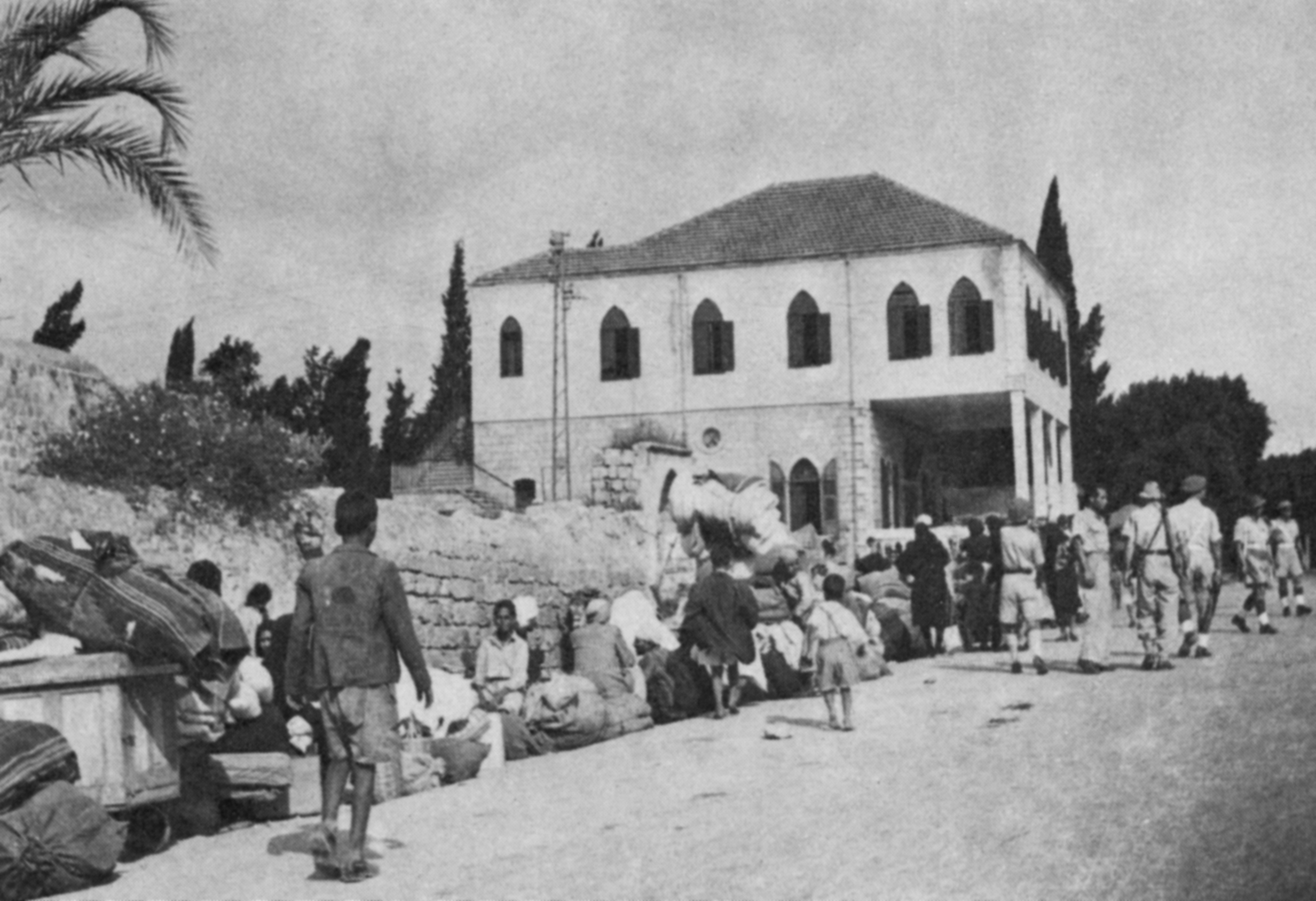
Жители Рамле покидают город

#### «Десять дней боёв» (9-18 июля 1948)
С 9 по 18 июля израильским войскам удалось установить связь с Негевом, разорвав коммуникации между арабскими силами в районе Газы и в Иудее.
В этот же период израильским войскам удалось овладеть городами Лод (Лидда) и Рамла и вытеснить оттуда силы трансиорданского Арабского Легиона. В руках ЦАХАЛа оказался крупнейший аэропорт Палестины, находившийся в Лоде. Через некоторое время после этого началось насильственное изгнание арабских жителей Лода и Рамле; от 50 до 70 тысяч жителей (значительная часть которых бежала туда в предшествующие месяцы из Яффы и соседних деревень) были вынуждены покинуть свои дома.
На севере ЦАХАЛУ в ходе операции «Декель» удалось очистить от арабских сил всю Нижнюю Галилею от Хайфы до Киннерета. Под контроль Израиля перешёл город Назарет. Арабское население города полностью осталось на месте, так как согласилось сдаться практически без сопротивления в обмен на обещание израильского командования не депортировать жителей города. Также ЦАХАЛу удалось захватить кибуц Мишмар ха-Ярден и отбросить сирийские войска в этом районе.

Мемориальный камень в память о 45 бойцах «Пальмаха», погибших в окрестностях Лапида

#### Второе перемирие и дальнейшие боевые действия
К 18 июля между сторонами вновь было заключено перемирие, продлившееся до 15 октября.
15 октября израильская армия предприняла против египетских войск операцию «Йоав», направленную на получение контроля над Негевом. Официальным поводом для операции стали нарушения египетской стороной положений соглашения о прекращении огня; в частности, египтяне препятствовали доставке грузов израильской стороной по проходу между деревнями Хатта и Каратия и атаковали израильские блокпосты, прикрывавшие этот проход. Кроме того, египетские войска после заключения перемирия заняли позиции по израильскую сторону демаркационной линии. Посредник ООН Ральф Банч полагал, что операция таких масштабов была результатом долгой подготовки, а не акцией возмездия за нападения на конвои, и настаивал на возвращении к линиям прекращения огня, но его требования не были удовлетворены. 21 октября израильтянами была захвачена Беер-Шева.
Почти сразу же при посредничестве США было заключено новое перемирие на израильско-египетском фронте, вступавшее в силу 22 октября. Вечером 21 октября два египетских военных корабля, включая флагман египетского ВМФ «Эмир Фарук», заняли позиции на рейде тель-авивского порта. По оценке израильской стороны, это было сделано с целью воспрепятствовать довооружению Израиля с помощью грузов, доставляемых морем. В результате дерзкой вылазки израильских морских коммандос следующей ночью «Эмир Фарук» был подорван на рейде; при этом погибло около 500 членов экипажа. Обе стороны не стали афишировать это событие, так как Израиль не был заинтересован в огласке нарушения перемирия, а Египет стремился скрыть информацию об успехе израильтян.
После возобновления военных действий на севере сирийская армия была отброшена, а Арабская освободительная армия — разгромлена на территории Ливана. На юге был взят город Эль-Ариш, что поставило египетские части под угрозу окружения. В центре страны израильтяне овладели районами к югу и к северу от Иерусалима и разблокировали дорогу в город. Восточный Иерусалим и значительные части Иудеи и Самарии (позже ставшие известными как Западный Берег) остались под контролем трансиорданских войск.

#### Соглашения о прекращении огня
В начале 1949 года под эгидой ООН состоялись прямые переговоры между Израилем и всеми воюющими странами, кроме Ирака (он отказался от переговоров), в результате которых были достигнуты соглашения о линиях прекращения огня. Были заключены соглашения о прекращении огня с Египтом (24 февраля), Ливаном (23 марта), Трансиорданией (3 апреля) и Сирией (20 июля). Это была наиболее кровопролитная война в истории Израиля — израильские потери убитыми составили около 6 тысяч человек.

## Международная реакция

### Великобритания
Во время эвакуации британских войск из Палестины — по окончании срока мандата — значительное количество вооружений и часть фортов были переданы Арабскому легиону. В декабре 1948 года Великобритания заявила о готовности осуществить военное вмешательство на стороне Египта, если Израиль незамедлительно не покинет египетскую территорию.

### США
В декабре 1947 года США наложили эмбарго на поставку вооружений на Ближний Восток. Эта мера сильнее сказывалась на еврейском ишуве, чем на арабских государствах.

### СССР
СССР поддержал план ООН по разделу Палестины и признал Израиль немедленно вслед за провозглашением независимости. В конце 1947 года руководство еврейского ишува обращалось к СССР с просьбами о поставке оружия, но в прямых поставках оружия было отказано. Тем не менее, СССР косвенно поддержал Израиль, разрешив поставки оружия из Чехословакии и не препятствуя эмиграции евреев в Израиль (в первую очередь — бывших граждан Польши). Часть из них успела получить боевой опыт в Советской армии и сыграла заметную роль в становлении бронетанковых войск и артиллерии Израиля. Одновременно с этим поток эмигрантов из Восточной Европы и СССР использовался для внедрения советских агентов.
В газете «Правда» от 30 мая 1948 года было выражено мнение, отражавшее тогдашний курс внешней политики СССР на Ближнем Востоке: «Надо ясно сказать, что, ведя войну против молодого израильского государства, арабы не сражаются за свои национальные интересы, ни за свою независимость, но против права евреев создать своё собственное независимое государство. Несмотря на всю свою симпатию к движению национального освобождения арабского народа, советский народ осуждает агрессивную политику, ведомую против Израиля».

### Чехословакия
Чехословакия поставляла «Хагане» оружие с негласного разрешения СССР. Основу поставок составляло оружие немецких образцов, как произведенное в Чехословакии во время ВМВ, так и трофейное, восстановленное советскими работниками артснабжения. К концу мая 1948 года было закуплено 25 тысяч винтовок, 5 тысяч ручных и 200 станковых пулемётов, 54 миллиона патронов. Было заказано 25 самолётов типа «Мессершмитт». Подготовка пилотов также проходила в Чехословакии. Первый же транспорт из Чехословакии значительно усилил боевые средства «Хаганы»; крупные поставки оружия из Чехословакии и через Чехословакию позволили «Хагане» перейти к активным действиям в апреле 1948 года. Одновременно с поставками оружия израильской стороне шли также поставки арабской стороне.

## Итоги войны

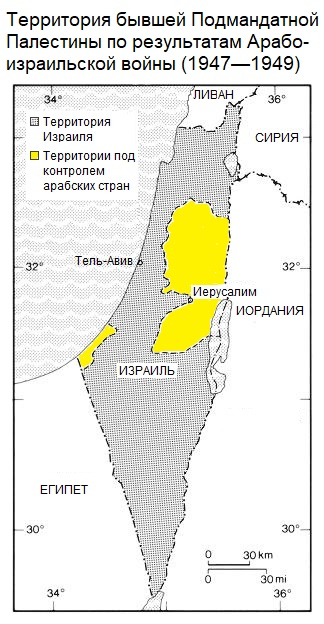
Территория бывшей Подмандатной Палестины по результатам Арабо-израильской войны (1947—1949)

В результате этой войны около половины территорий, которые ООН предлагала выделить под арабское государство, а также Западный Иерусалим, вошли во вновь образованное государство Израиль. План ООН не был реализован.
При этом Западный берег реки Иордан, включая Восточный Иерусалим, был оккупирован Иорданией, а в 1950 году аннексирован ей. Сектор Газа был оккупирован Египтом. Евреи на территориях бывшей Подмандатной Палестины, контролируемых арабами, были полностью изгнаны или истреблены, их имущество конфисковано или уничтожено. Единственным исключением стала гора Скопус, еврейские защитники которой удержали свои позиции; Скопус на 19 лет стал израильским анклавом, отрезанным от основной территории Израиля.
Линия разделения войск после заключения перемирия получила название Зелёной линии. До Шестидневной войны она существовала как линия прекращения огня, а после неё приобрела политический статус, поскольку территории под контролем Израиля за её пределами ООН считает оккупированными.

### Беженцы
Другими результатами войны стали исход и изгнание из Израиля, по различным оценкам, от 340 до 700 тыс. палестинских арабов-беженцев, а также исход и изгнание от 800 тыс. до 1 млн. евреев из мусульманских стран. Лишившиеся дома евреи арабских стран получили гражданство Израиля и других государств, но палестинским арабам-беженцам, по решению Лиги арабских государств от 1952 года, было отказано в предоставлении гражданства всеми арабскими странами. Лишь палестинцы, оказавшиеся на Западном берегу реки Иордан, получили гражданство Иордании, аннексировавшей эту территорию. Из всех беженцев, появившихся во второй половине 1940-х годов, палестинцы были единственными, кто не был интегрирован странами, в которых они проживали (в отличие от немецких, польских, еврейских и других беженцев); палестинские арабы-беженцы стали одной из постоянных проблем Ближнего Востока.

### На русском
- Сакер Г. М. История Израиля. От зарождения сионизма до наших дней. — М.: Книжники, 2011. — Т. I. 1807—1951. — 636 с. — ISBN 978-5-9953-0124-0.
- Смирнов А. И. Арабо-израильские войны. — М.: Вече, 2003. — 384 с. — ISBN 5-94538-288-4.
- Шапира, Анита. История Израиля: От истоков сионистского движения до интифады начала XXI века. — М.: КоЛибри, 2023. — 656 с. — ISBN 978-5-389-20163-7.

### На английском
- Ahron Bregman[англ.]. Israeli wars. A history since 1947 (англ.). — Routledge, 2002. — P. 272. — ISBN 978-0-415-28716-6.
- Galnoor, Itzhak. The Partition of Palestine: Decision Crossroads in the Zionist Movement (англ.). — Albany, New York: SUNY Press, 1995. — 379 p. — ISBN 978-0-7914-2193-2.
- Meron, Ya'kov. The Expulsion of the Jews from the Arab Countries: The Palestinians’ Attitude Towards It and Their Claims (англ.) // The Forgotten Millions: The Modern Jewish Exodus from Arab Lands  / ed. by Malka Hillel Shulewitz. — New York: Continuum, 2000. — P. 83—125. — ISBN 978-0826447647.
- Morris, Benny. 1948: A History of the First Arab-Israeli War (англ.). — New Haven, London: Yale University Press, 2008. — 544 p. — ISBN 978-0-300-12696-9.
- Morris, Benny. Righteous Victims: A History of the Zionist–Arab Conflict, 1881–1999. — New York: A. Knopf, 2001. — ISBN 978-0-679-74475-7.
- Pappé, Ilan. The Ethnic Cleansing of Palestine. — Oxford, England: Oneworld Publications, 2006. — ISBN 978-1-85168-467-0.
- Kenneth Michael Pollack. Arabs at war: Military effectiveness, 1948-1991. — Lincoln and London: University of Nebraska Press[англ.], 2002. — 698 p. — ISBN 0-8032-3733-2.
- Shulewitz, Malka Hillel. Findings of the Tribunal Relating to the Claims of Jews from Arab Lands (англ.) // The Forgotten Millions: The Modern Jewish Exodus from Arab Lands  / ed. by Malka Hillel Shulewitz. — New York: Continuum, 2000. — P. 207—211. — ISBN 978-0826447647.